# Leichtathletik-Europameisterschaften 2016/Halbmarathon der Frauen

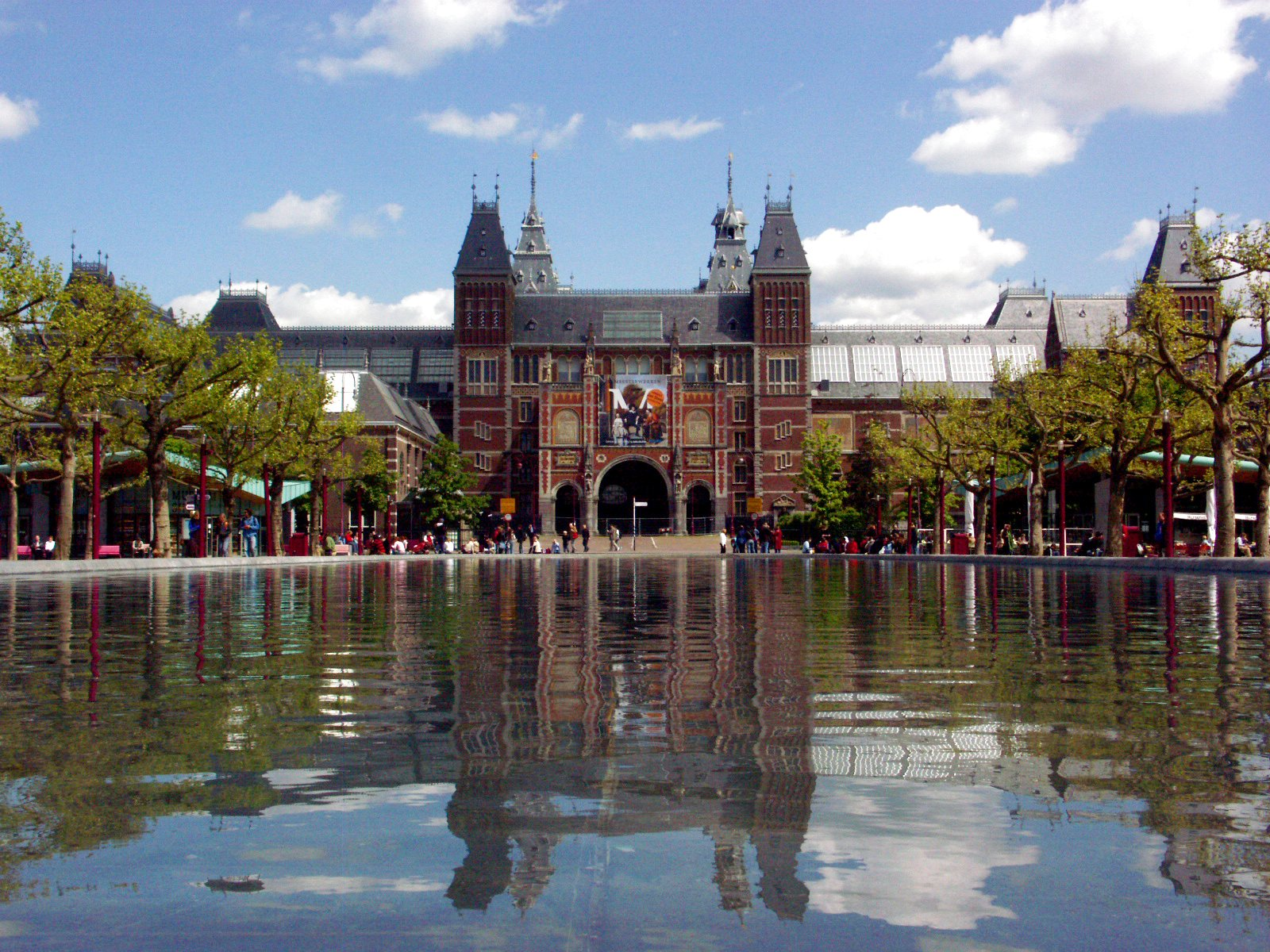
Das Amsterdamer Rijksmuseumim Jahr 2006

Der Halbmarathon der Frauen bei den Leichtathletik-Europameisterschaften 2016 wurde am 10. Juli 2016 in der niederländischen Hauptstadt Amsterdam mit Start und Ziel am Rijksmuseum ausgetragen. Diese Distanz stand erstmals auf dem Programm von Leichtathletik-Europameisterschaften. Der Wettbewerb kam wegen der in wenigen Wochen stattfindenden Olympischen Spiele als Ersatz für den doppelt so langen Marathonlauf ins EM-Angebot.
In diesem Wettbewerb errangen die portugiesischen Langstreckenläuferinnen mit Gold und Bronze zwei Medaillen. Europameisterin wurde Sara Moreira, die bei vorangegangenen Europameisterschaften mit Silber (2010) und Bronze (2012) zwei Medaillen über jeweils 5000 Meter gewonnen hatte. Silber ging an die Italienerin Veronica Inglese. Die EM-Dritte von 2014 im Marathonlauf Jéssica Augusto kam auch hier auf den dritten Platz.
Für die Teamwertung wurden die Zeiten der drei besten Läuferinnen je Nation addiert. Die Wertung zählte allerdings nicht zum offiziellen Medaillenspiegel. Es siegte die Mannschaft aus Portugal vor Italien und der Türkei.

## Strecke
Der Halbmarathon fand auf einem Rundkurs in der Innenstadt von Amsterdam statt. Start und Ziel lagen am Rijksmuseum.

## Rekorde

### Bestehende Rekorde
| Weltrekord           | 1:05:09 h                                                 | Florence Kiplagat                                         | Barcelona, Spanien                                        | 15. Februar 2015                                          |
| Europarekord         | 1:06:25 h                                                 | Lornah Kiplagat                                           | Udine, Italien                                            | 14. Oktober 2007                                          |
| Meisterschaftsrekord | Wettbewerb erstmals im Programm von Europameisterschaften | Wettbewerb erstmals im Programm von Europameisterschaften | Wettbewerb erstmals im Programm von Europameisterschaften | Wettbewerb erstmals im Programm von Europameisterschaften |

### Erster Meisterschaftsrekord
Die portugiesische Europameisterin Sara Moreira stellte mit ihrer Siegzeit von 1:10:19 h einen ersten EM-Rekord auf. Zum Europarekord fehlten ihr damit 3:54 min, zum Weltrekord 5:10 min.

## Legende
Kurze Übersicht zur Bedeutung der Symbolik – so üblicherweise auch in sonstigen Veröffentlichungen verwendet:
| CR  | Championshiprekord                       |
| DNF | Wettkampf nicht beendet (did not finish) |

## Ergebnis

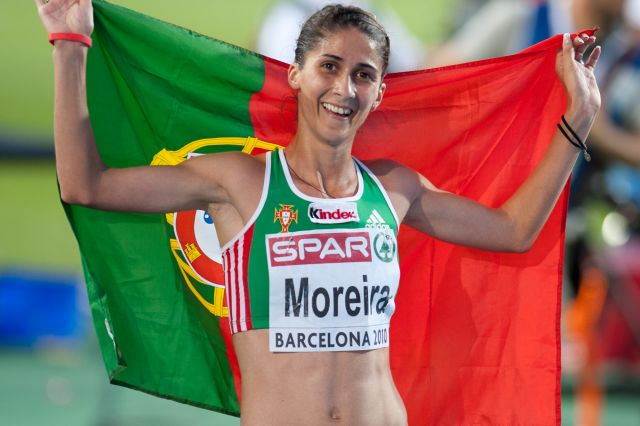
Europameisterin Sara Moreira

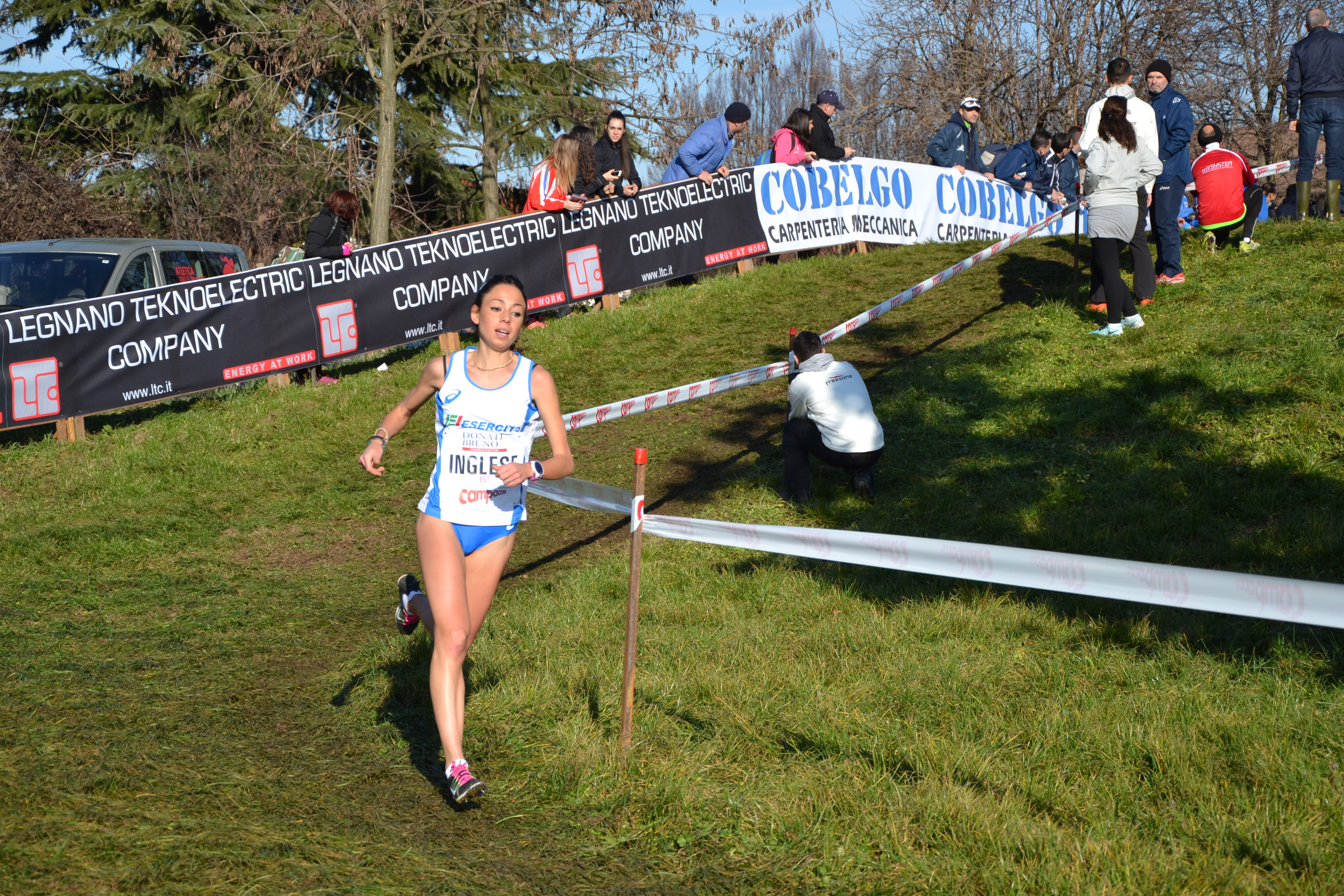
Vizeeuropameisterin Veronica Inglese

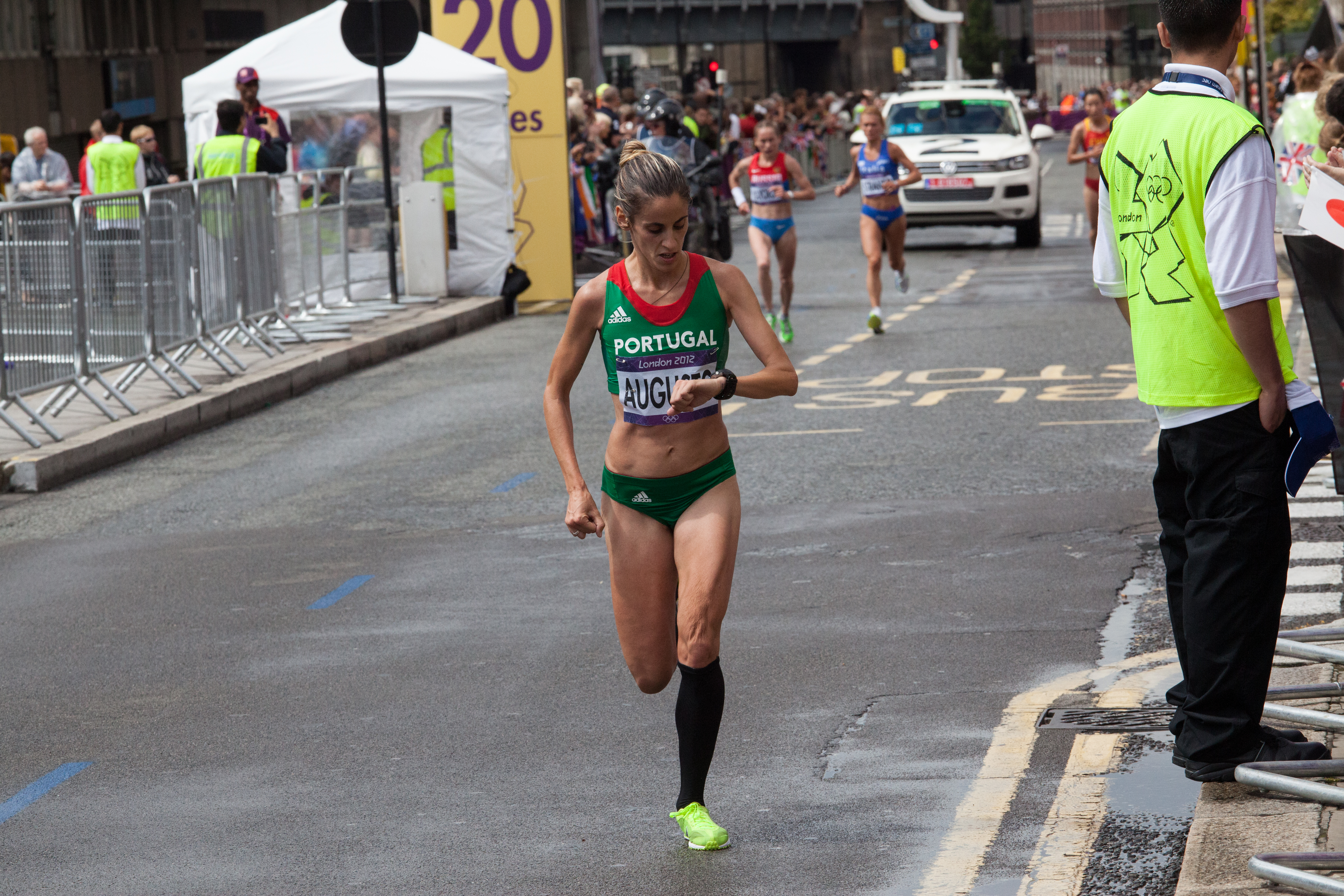
Bronzemedaillengewinnerin Jéssica Augusto

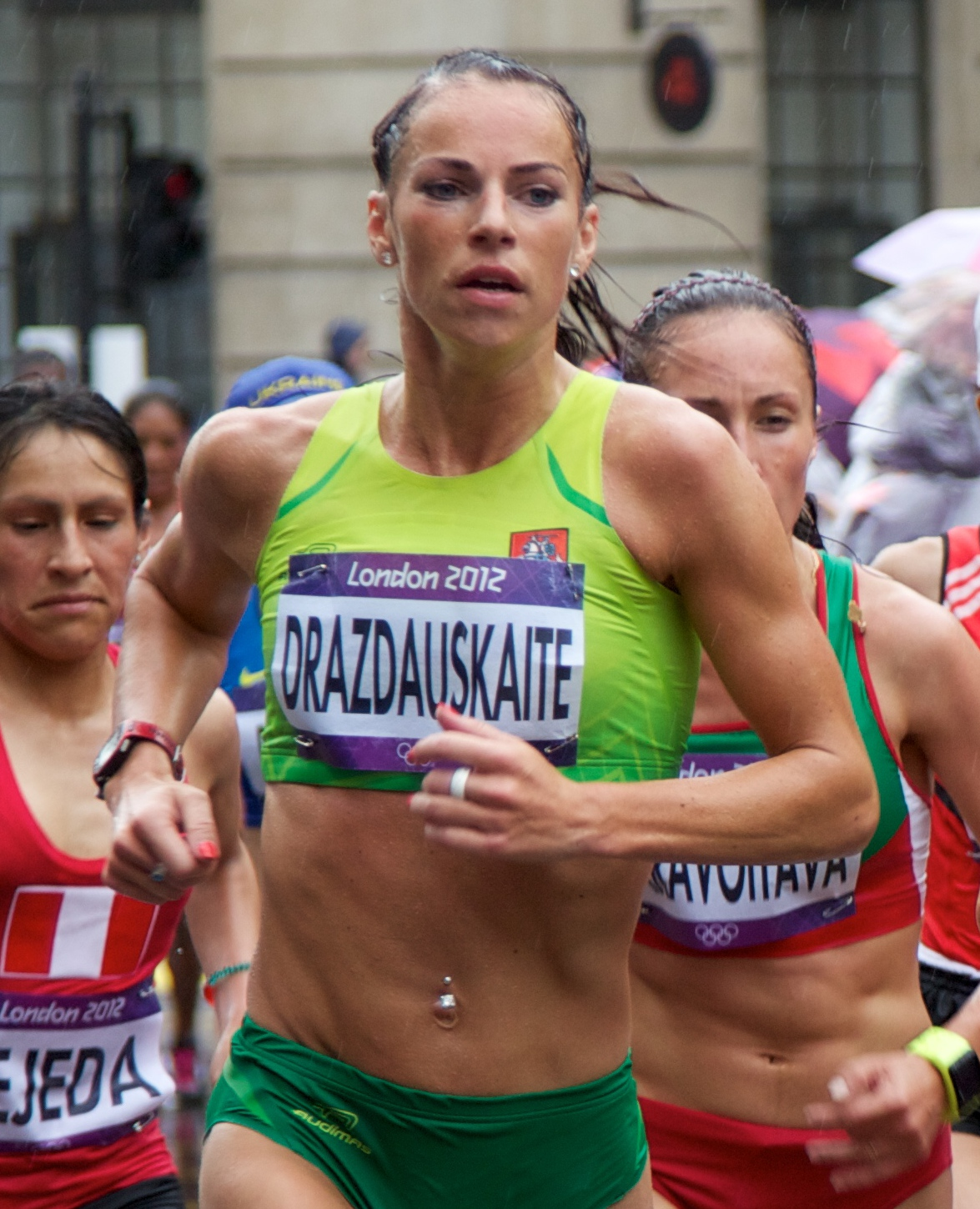
Rasa Drazdauskaitė – Rang vier

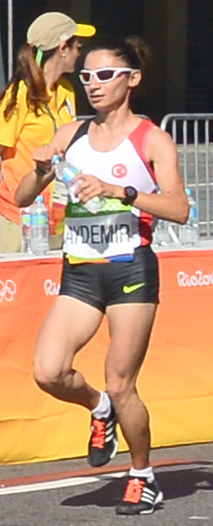
Esma Aydemir – Rang fünf

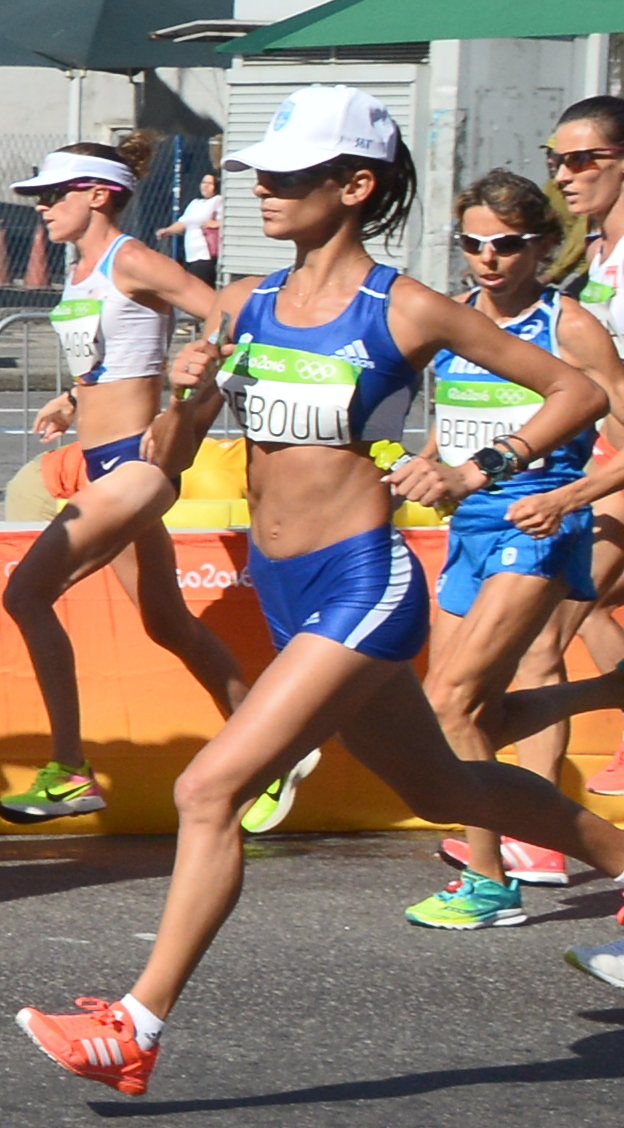
Ourania Rebouli – Rang sechs

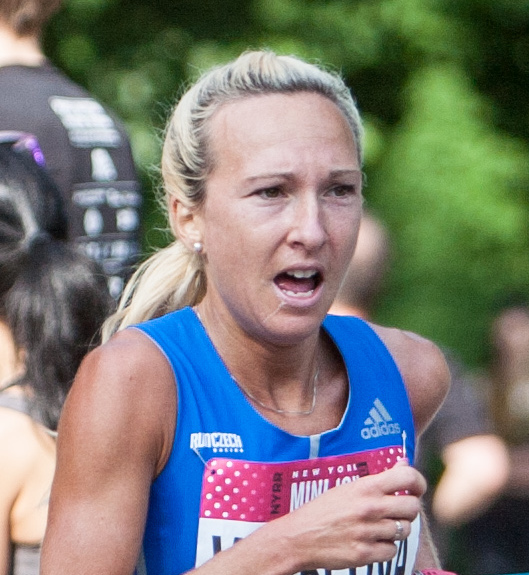
Eva Vrabcová-Nývltová – Rang acht

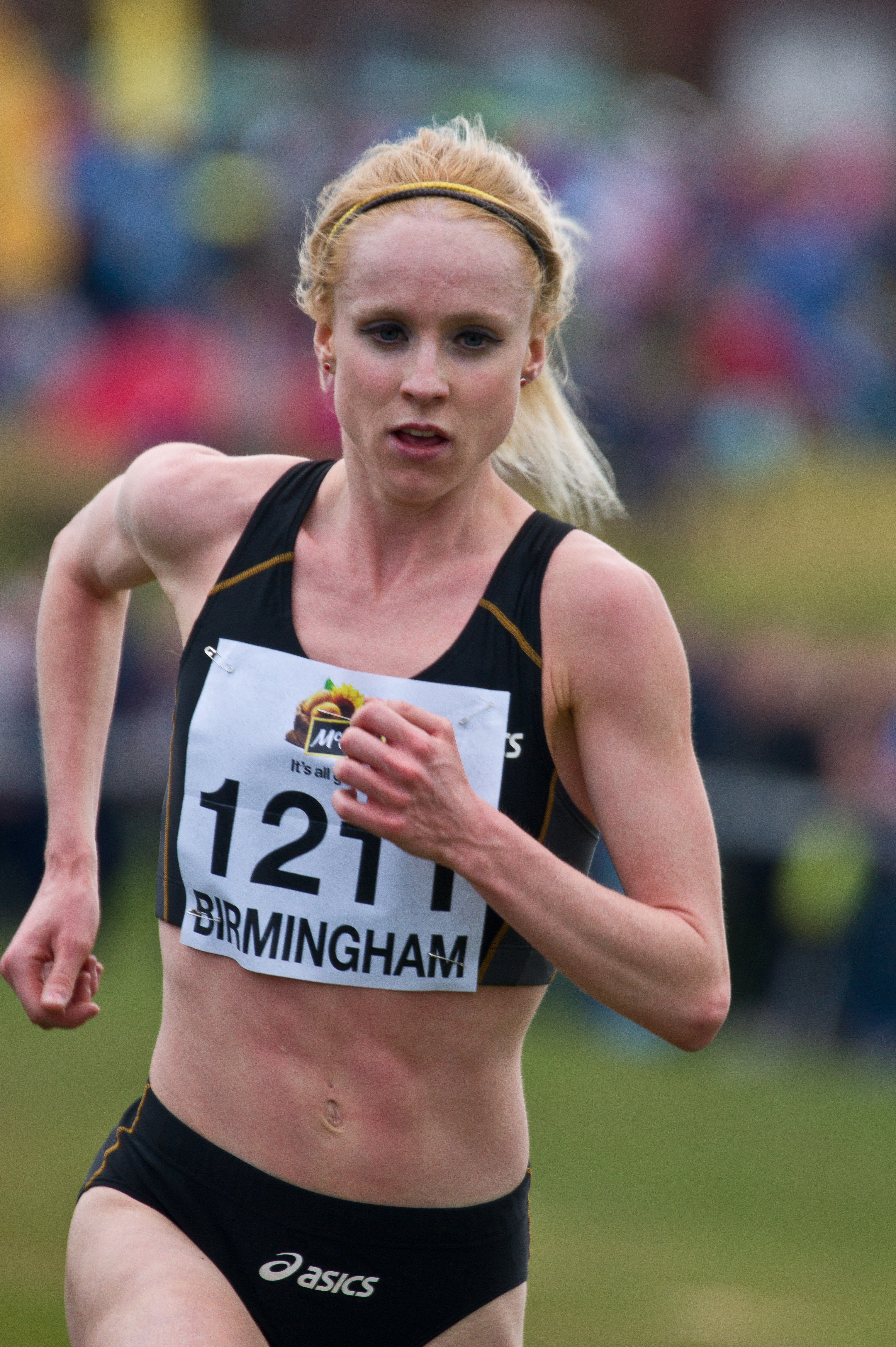
Gemma Steel – Rang zehn

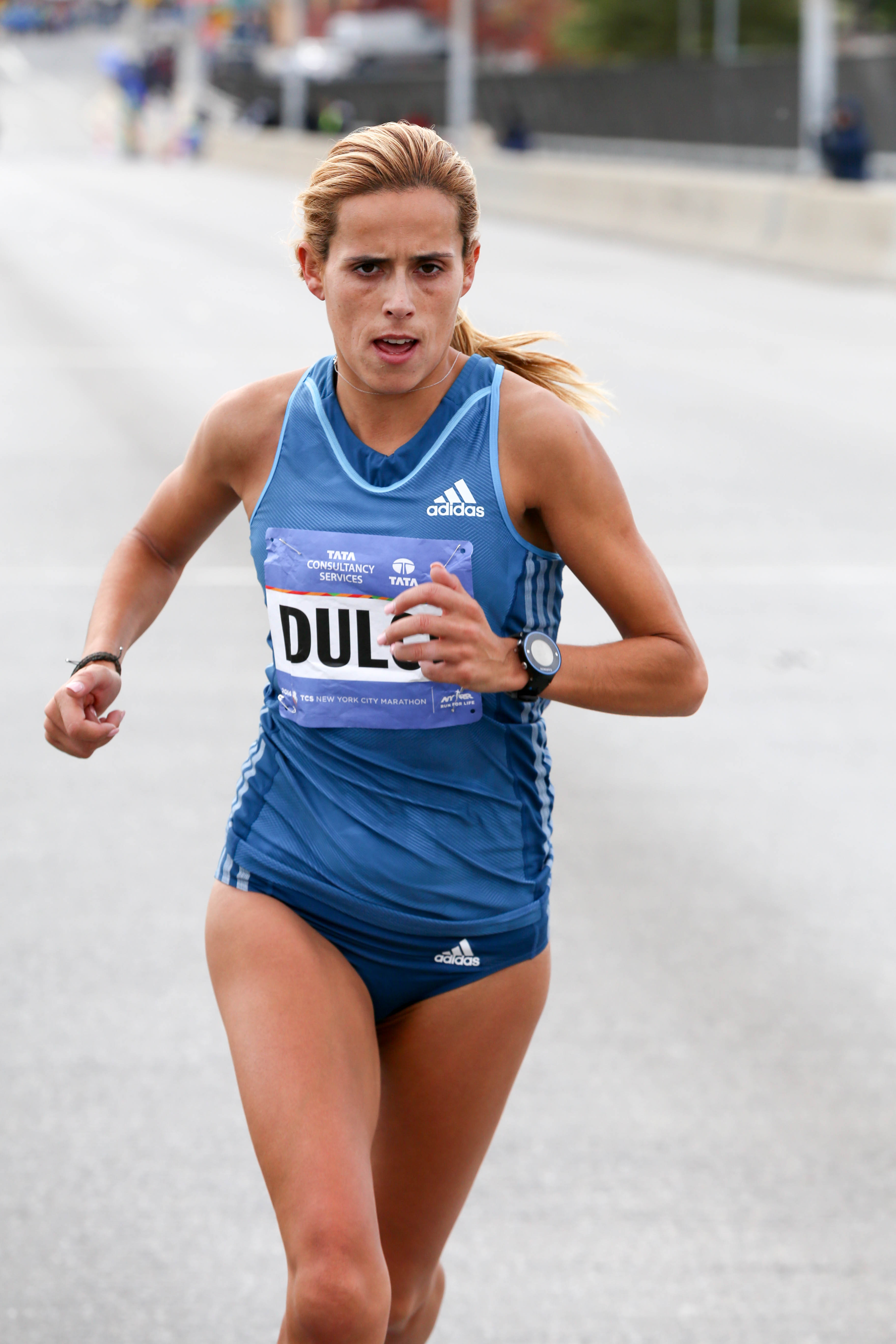
Ana Dulce Félix – Rang zwölf

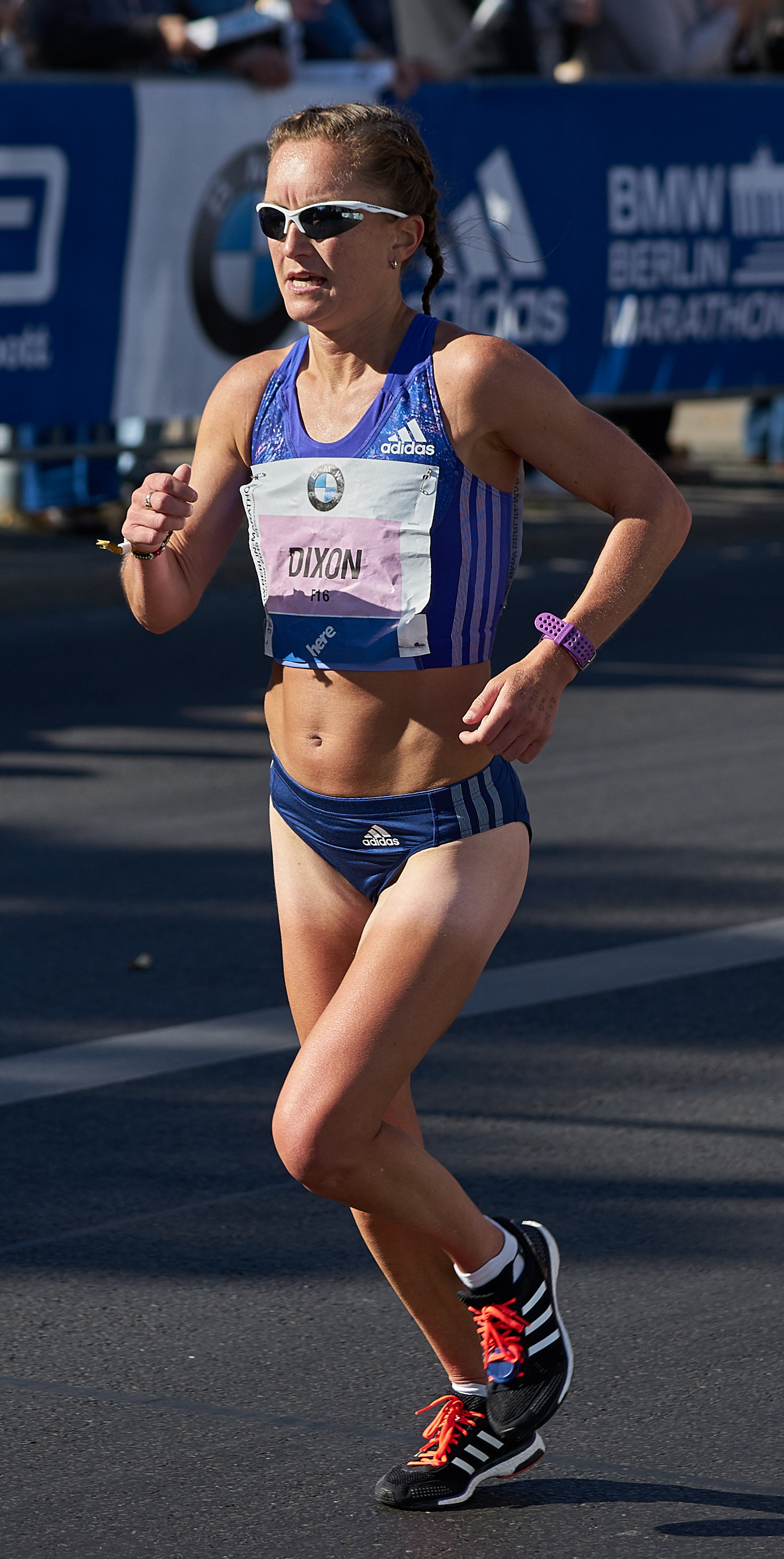
Alyson Dixon – Rang dreizehn

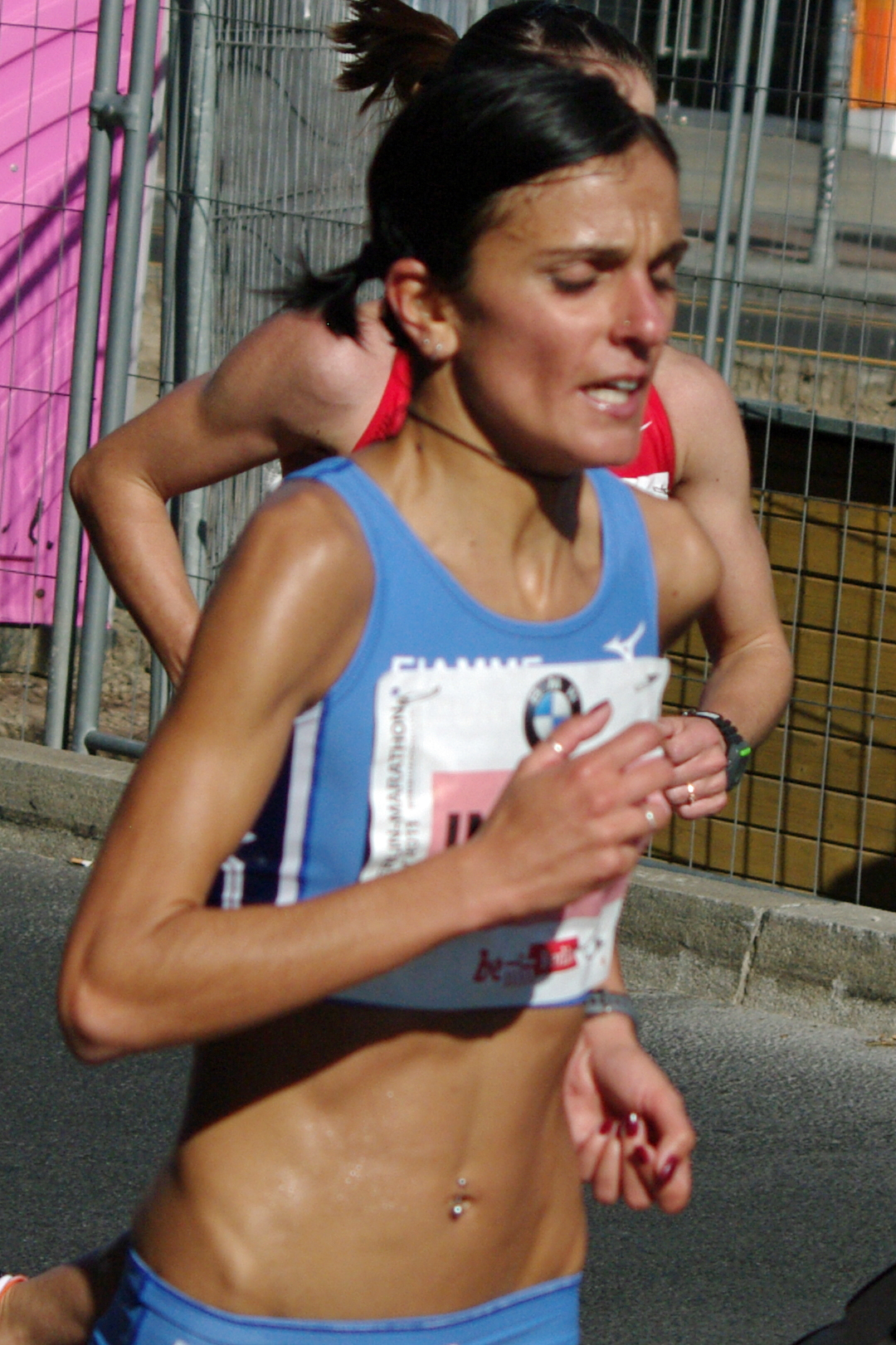
Anna Incerti – Rang vierzehn

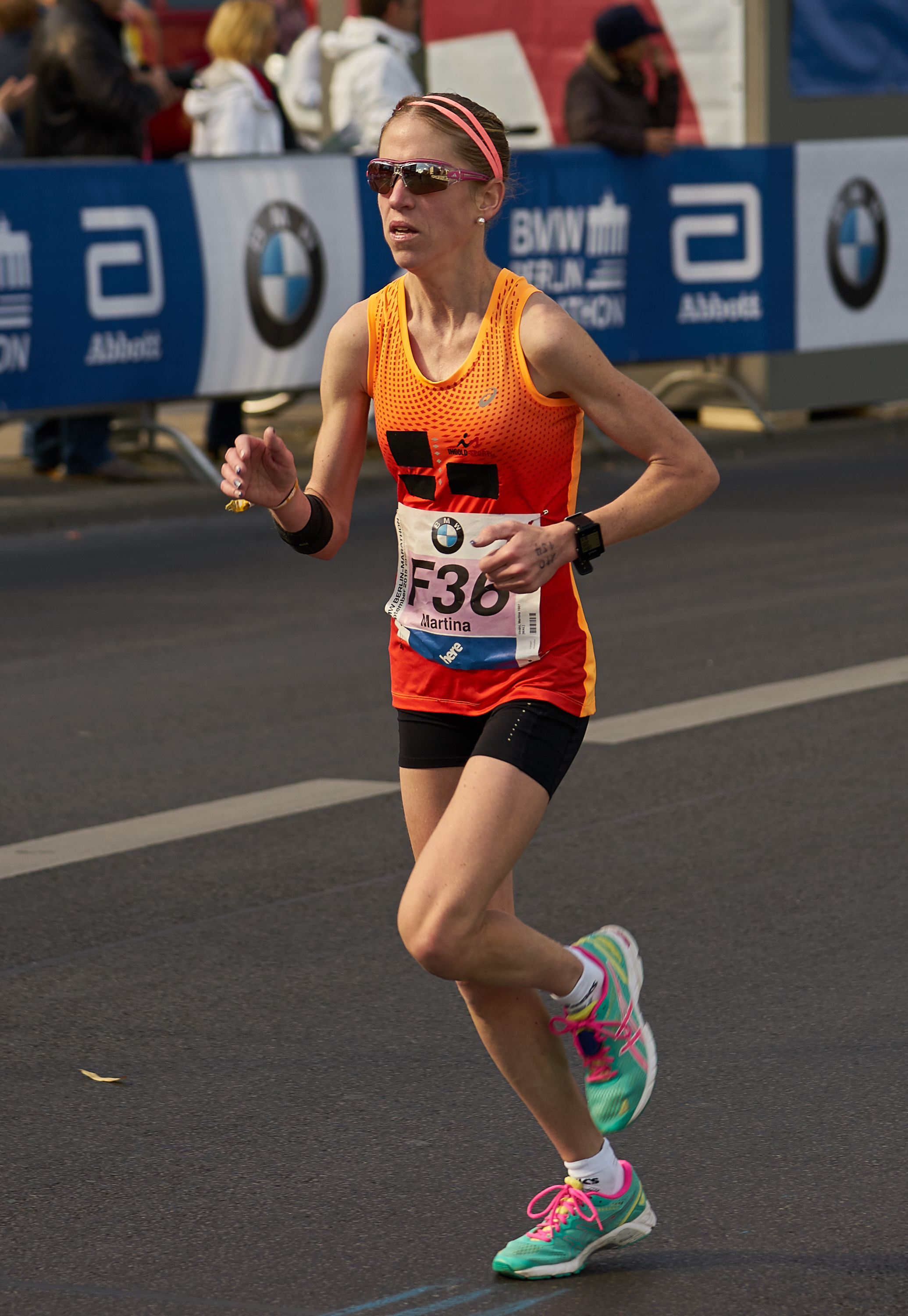
Martina Strähl – Rang fünfzehn

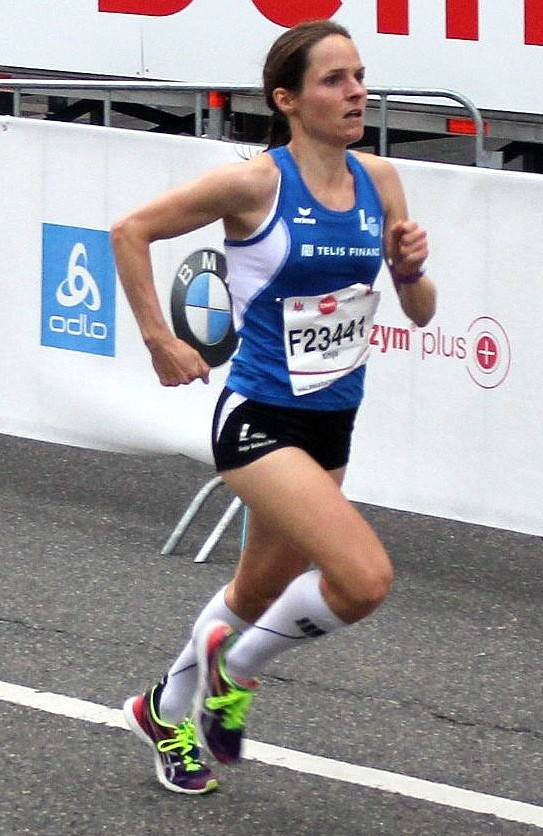
Anja Scherl – Rang siebzehn

10. Juli 2016, 9:30 Uhr 
| Platz | Athletin                     | Land                   | Zeit (h)   |
| ----- | ---------------------------- | ---------------------- | ---------- |
|       | Sara Moreira                 | Portugal               | 1:10:19 CR |
|       | Veronica Inglese             | Italien                | 1:10:35    |
|       | Jéssica Augusto              | Portugal               | 1:10:55    |
| 04    | Rasa Drazdauskaitė           | Litauen                | 1:11:47    |
| 05    | Esma Aydemir                 | Türkei                 | 1:11:49    |
| 06    | Ourania Rebouli              | Griechenland           | 1:11:52    |
| 07    | Monica Mădălina Florea       | Rumänien               | 1:11:56    |
| 08    | Eva Vrabcová-Nývltová        | Tschechien             | 1:12:01    |
| 09    | Agnieszka Mierzejewska       | Polen                  | 1:12:10    |
| 10    | Gemma Steel                  | Vereinigtes Königreich | 1:12:19    |
| 11    | Sultan Haydar                | Türkei                 | 1:12:34    |
| 12    | Ana Dulce Félix              | Portugal               | 1:12:39    |
| 13    | Alyson Dixon                 | Vereinigtes Königreich | 1:12:47    |
| 14    | Anna Incerti                 | Italien                | 1:12:51    |
| 15    | Martina Strähl               | Schweiz                | 1:12:55    |
| 16    | Jacqueline Gandar            | Frankreich             | 1:13:00    |
| 17    | Anja Scherl                  | Deutschland            | 1:13:03    |
| 18    | Maryna Damanzewitsch         | Belarus                | 1:13:09    |
| 19    | Rosaria Console              | Italien                | 1:13:12    |
| 20    | Anne-Mari Hyryläinen         | Finnland               | 1:13:13    |
| 21    | Olha Skrypak                 | Ukraine                | 1:13:14    |
| 22    | Paula Todoran                | Rumänien               | 1:13:16    |
| 23    | Maja Neuenschwander          | Schweiz                | 1:13:18    |
| 24    | Krisztina Papp               | Ungarn                 | 1:13:23    |
| 25    | Nina Sawina                  | Belarus                | 1:13:23    |
| 26    | Elizeba Cherono              | Niederlande            | 1:13:27    |
| 27    | Alessandra Aguilar           | Spanien                | 1:13:28    |
| 28    | Olivera Jevtić               | Serbien                | 1:13:39    |
| 29    | Laila Soufyane               | Italien                | 1:13:42    |
| 30    | Andrea Mayr                  | Österreich             | 1:13:49    |
| 31    | Jess Draskau-Petersson       | Dänemark               | 1:13:50    |
| 32    | Nastassja Iwanowa            | Belarus                | 1:13:59    |
| 33    | Diana Lobačevskė             | Litauen                | 1:14:06    |
| 34    | Ruth van der Meijden         | Niederlande            | 1:14:12    |
| 35    | Laura Manninen               | Finnland               | 1:14:16    |
| 36    | María Azucena Diaz           | Spanien                | 1:14:21    |
| 37    | Iryna Somawa                 | Belarus                | 1:14:44    |
| 38    | Catherine Bertone            | Italien                | 1:15:06    |
| 39    | Laura Hrebec                 | Schweiz                | 1:15:08    |
| 40    | Lonah Chemtai Salpeter       | Israel                 | 1:15:22    |
| 41    | Laurane Picoche              | Frankreich             | 1:15:24    |
| 42    | Sonja Roman                  | Slowenien              | 1:15:27    |
| 43    | Sevilay Eytemiş              | Türkei                 | 1:15:36    |
| 44    | Anna Holm Baumeister         | Dänemark               | 1:15:40    |
| 45    | Andreea Alina Pîşcu          | Rumänien               | 1:15:47    |
| 46    | Marisa Barros                | Portugal               | 1:15:53    |
| 47    | Sophie Duarte                | Frankreich             | 1:15:59    |
| 48    | Claire McCarthy              | Irland                 | 1:16:02    |
| 49    | Kim Dillen                   | Niederlande            | 1:16:11    |
| 50    | Sofija Jaremtschuk           | Ukraine                | 1:16:30    |
| 51    | Isabell Teegen               | Deutschland            | 1:16:32    |
| 52    | Yelena Dolinin               | Israel                 | 1:16:44    |
| 53    | Lily Partridge               | Vereinigtes Königreich | 1:16:57    |
| 54    | Darja Mychajlowa             | Ukraine                | 1:17:06    |
| 55    | Katharina Heinig             | Deutschland            | 1:17:15    |
| 56    | Estela Navascués             | Spanien                | 1:17:16    |
| 57    | Fanny Pruvost                | Frankreich             | 1:17:19    |
| 58    | Frida Lundén                 | Schweden               | 1:17:22    |
| 59    | Tina Muir                    | Vereinigtes Königreich | 1:17:23    |
| 60    | Vanessa Fernandes            | Portugal               | 1:17:27    |
| 61    | Kateryna Karmanenko          | Ukraine                | 1:17:28    |
| 62    | Jamie van Lieshout           | Niederlande            | 1:17:36    |
| 63    | Monika Juodeškaitė           | Litauen                | 1:17:39    |
| 64    | Veronika Brennhovd Blom      | Norwegen               | 1:17:45    |
| 65    | Martina Tresch               | Schweiz                | 1:17:47    |
| 66    | Anita Baierl                 | Österreich             | 1:17:48    |
| 67    | Minna Lamminen               | Finnland               | 1:17:48    |
| 68    | Kristine Helle               | Norwegen               | 1:17:50    |
| 69    | Remalda Kergytė-Dauskurdienė | Litauen                | 1:17:56    |
| 70    | Emma Nordling                | Schweden               | 1:17:58    |
| 71    | Gladys Ganiel O’Neill        | Irland                 | 1:18:06    |
| 72    | Svitlana Stanko-Klymenko     | Ukraine                | 1:18:18    |
| 73    | Eli Anne Dvergsdal           | Norwegen               | 1:18:29    |
| 74    | Anna Hahner                  | Deutschland            | 1:18:41    |
| 75    | Runa Skrove Falch            | Norwegen               | 1:19:11    |
| 76    | Cecilla Norrbom              | Schweden               | 1:19:19    |
| 77    | Tubay Erdal                  | Türkei                 | 1:19:25    |
| 78    | Marthe Katrine Myhre         | Norwegen               | 1:19:38    |
| 79    | Zsófia Erdélyi               | Ungarn                 | 1:21:32    |
| 80    | Agata Strausa                | Lettland               | 1:21:42    |
| 81    | Yasemin Can                  | Türkei                 | 1:23:25    |
| DNF   | Charlotte Purdue             | Vereinigtes Königreich |            |
| DNF   | Dominika Napieraj            | Polen                  |            |
| DNF   | Franziska Reng               | Deutschland            |            |
| DNF   | Meryem Erdoğan               | Türkei                 |            |
| DNF   | Melina Trankle               | Deutschland            |            |
| DNF   | Miliza Mirtschewa            | Bulgarien              |            |
| DNF   | Marta Silvestre              | Spanien                |            |
| DNF   | Severine Hamel               | Frankreich             |            |
| DNF   | Liliana Danci                | Rumänien               |            |

## Ergebnis Teamwertung
| Platz | Land           | Athleten | Zeit (h) |
| ----- | -------------- | --- | -------- |
| 1     | Portugal       | Sara Moreira Jéssica Augusto Ana Dulce Félix ohne Wertung für das Team: Marisa Barros Vanessa Fernandes        | 3:33:53  |
| 2     | Italien        | Veronica Inglese Anna Incerti Rosaria Console ohne Wertung für das Team: Laila Soufyane Catherine Bertone      | 3:36:38  |
| 3     | Türkei         | Esma Aydemir Sultan Haydar Sevilay Eytemiş ohne Wertung für das Team: Tubay Erdal Yasemin Can Meryem Erdoğan   | 3:39:59  |
| 4     | Weißrussland   | Maryna Damanzewitsch Nina Sawina Nastassja Iwanowa ohne Wertung für das Team: Iryna Somawa                     | 3:40:31  |
| 5     | Rumänien       | Monica Mădălina Florea Paula Todoran Andreea Alina Pîşcu ohne Wertung für das Team: Liliana Danci              | 3:40:59  |
| 6     | Schweiz        | Martina Strähl Maja Neuenschwander Laura Hrebec ohne Wertung für das Team: Martina Tresch                      | 3:41:21  |
| 7     | Großbritannien | Gamma Steel Alyson Dixon Lily Partridge ohne Wertung für das Team: Tina Muir Charlotte Purdue                  | 3:42:03  |
| 8     | Litauen        | Rasa Drazdauskaitė Diana Lobačevskė Monika Juodeškaitė ohne Wertung für das Team: Remalda Kergytė-Dauskurdienė | 3:43:32  |
| 9     | Niederlande    | Elizeba Cherono Ruth van der Meijden Kim Dillen                                                                | 3:43:50  |
| 10    | Frankreich     | Jacqueline Gandar Laurane Picoche Sophie Duarte                                                                | 3:44:23  |
| 11    | Spanien        | Alessandra Aguilar Maria Azucena Díaz Estela Navascues                                                         | 3:45:05  |
| 12    | Finnland       | Anne-Mari Hyryläinen Laura Manninen Minna Lamminen                                                             | 3:47:17  |
| 13    | Deutschland    | Anja Scherl Isabell Teegen Katharina Heinig                                                                    | 3:46:50  |
| 14    | Ukraine        | Olha Skrypak Sofija Jaremtschuk Darja Mychajlowa                                                               | 3:46:50  |
| 15    | Norwegen       | Veronika Brennhovd Blom Kristine Helle Eli Anne Dvergsdal                                                      | 3:54:04  |
| 16    | Schweden       | Frida Lundén Emma Nordling Cecilia Norrbom                                                                     | 3:54:39  |

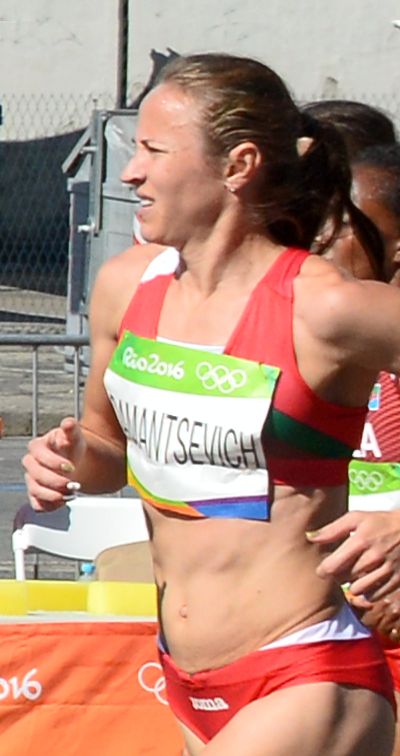
Maryna Damanzewitsch – Rang achtzehn
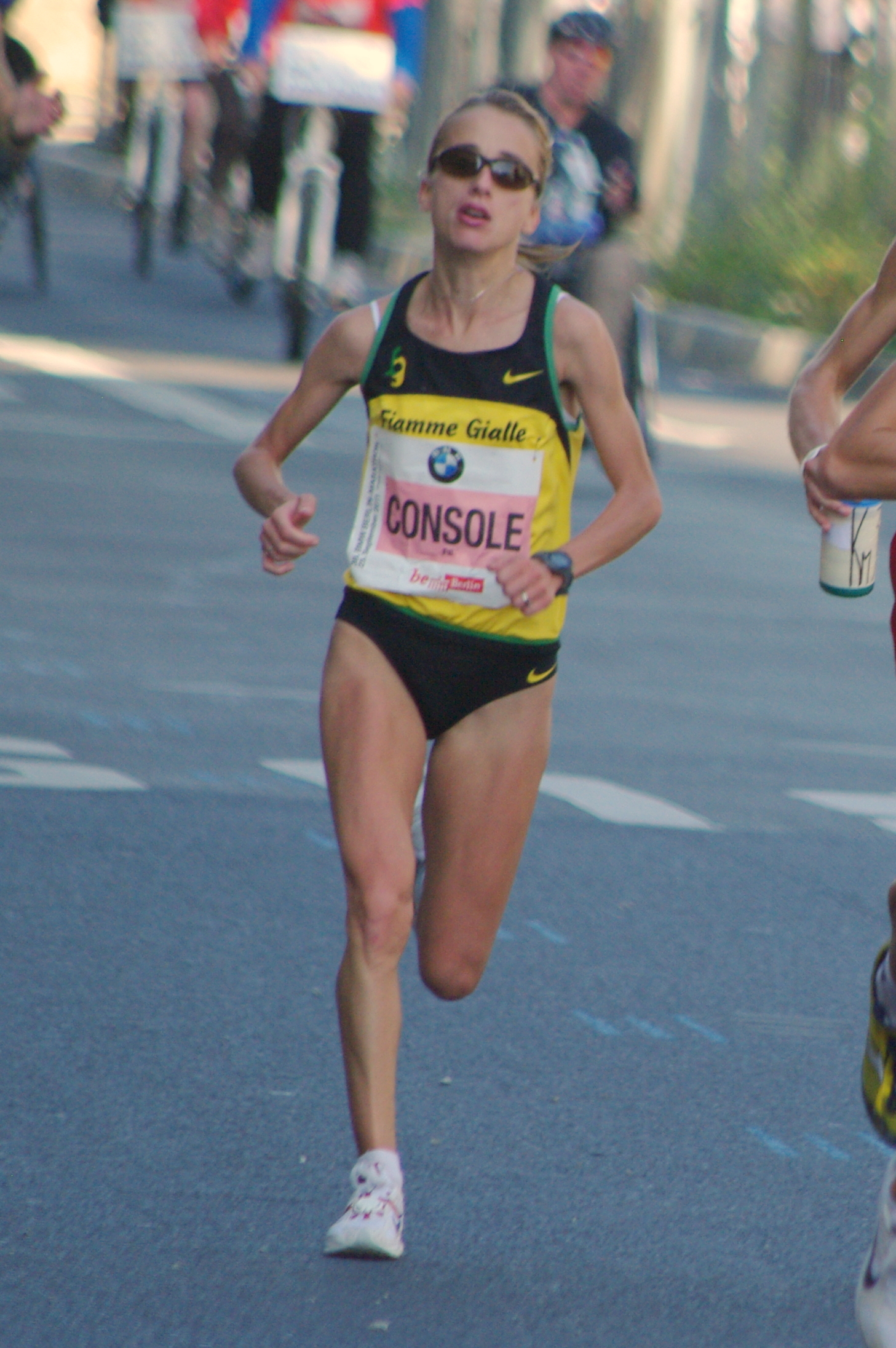
Rosaria Console – Rang neunzehn
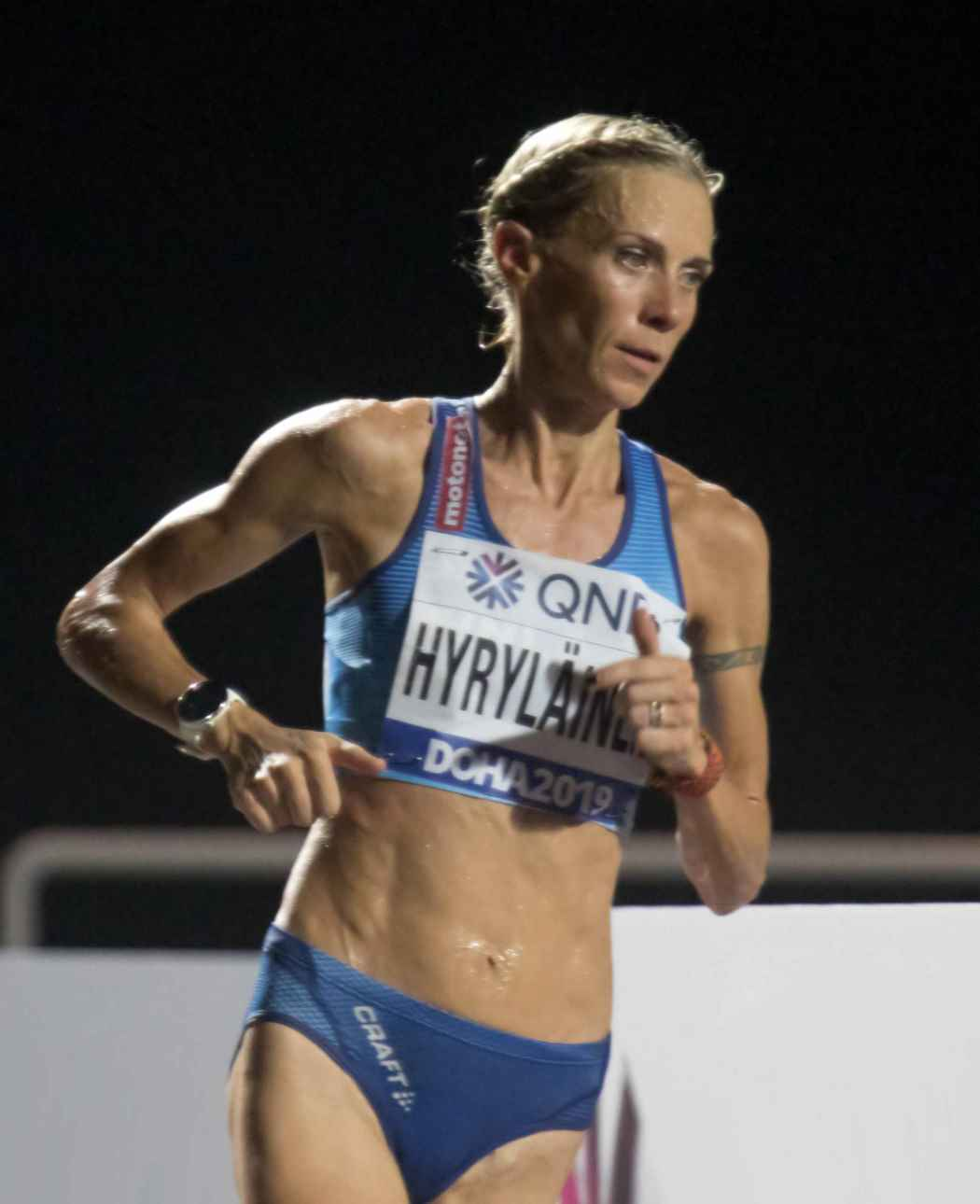
Anne-Mari Hyryläinen – Rang zwanzig
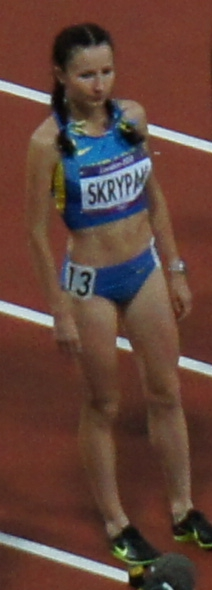
Olha Skrypak – Rang 21

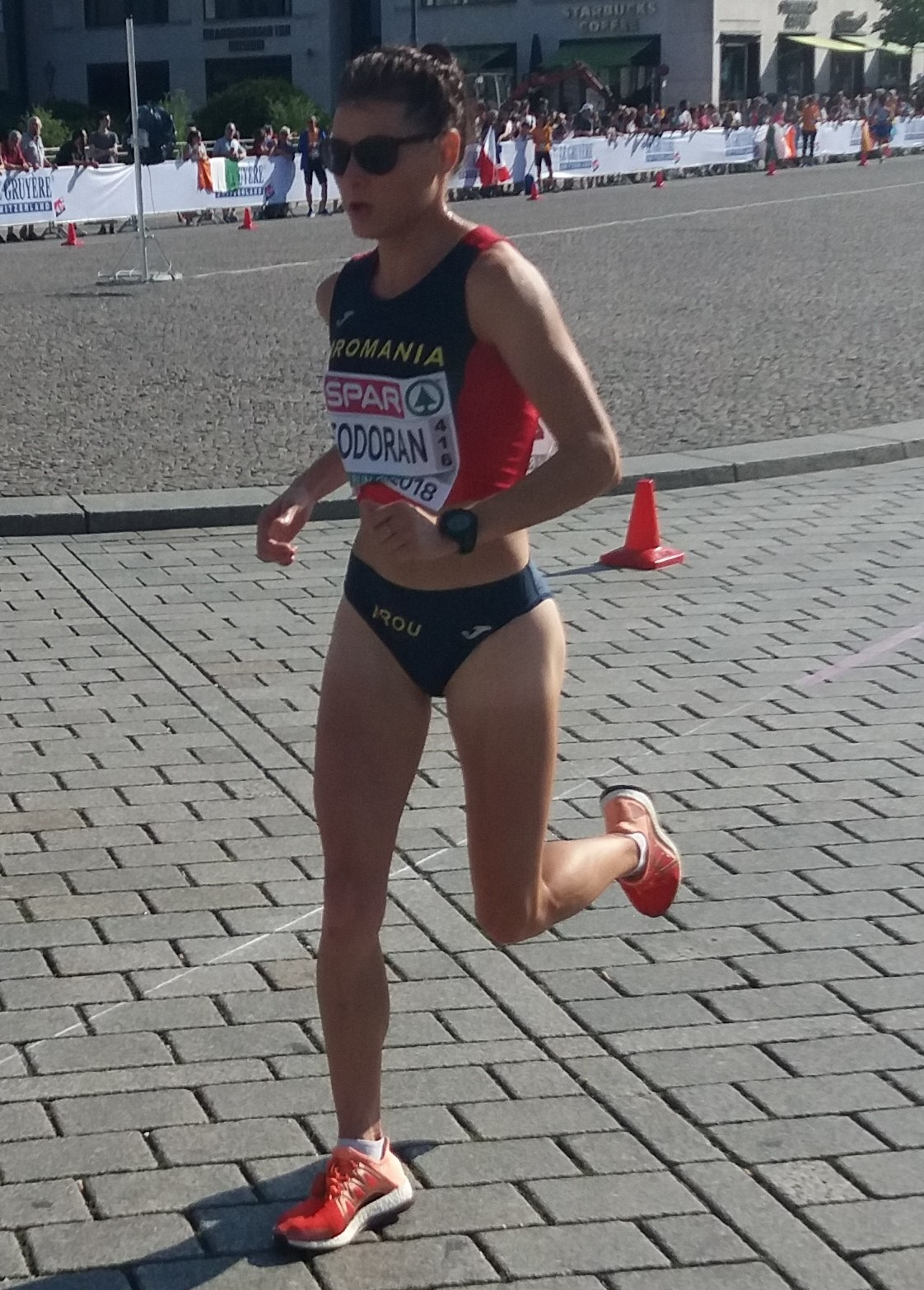
Paula Todoran – Rang 22
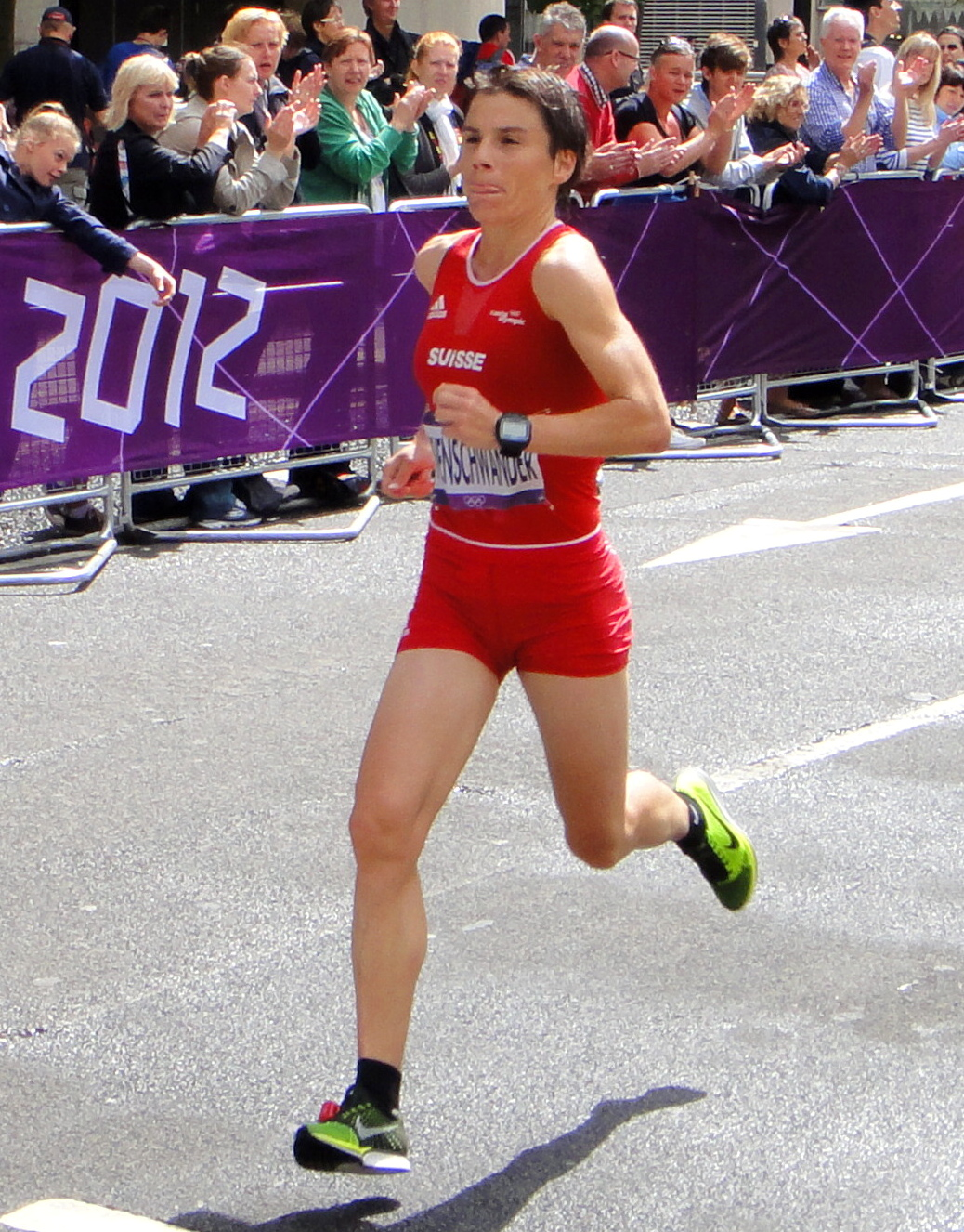
Maja Neuenschwander – Rang 23
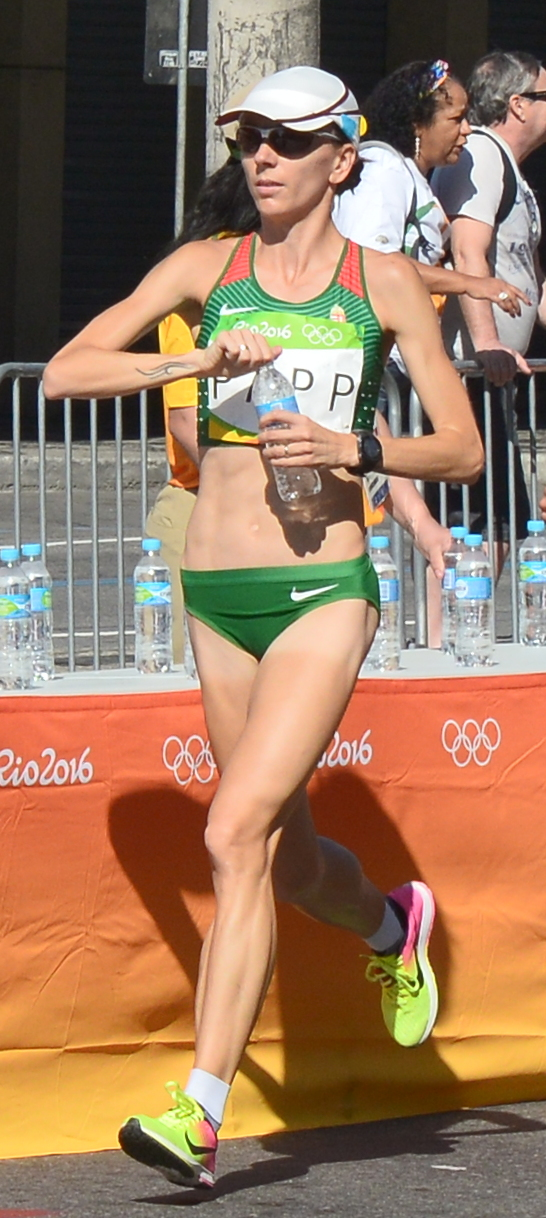
Krisztina Papp – Rang 24
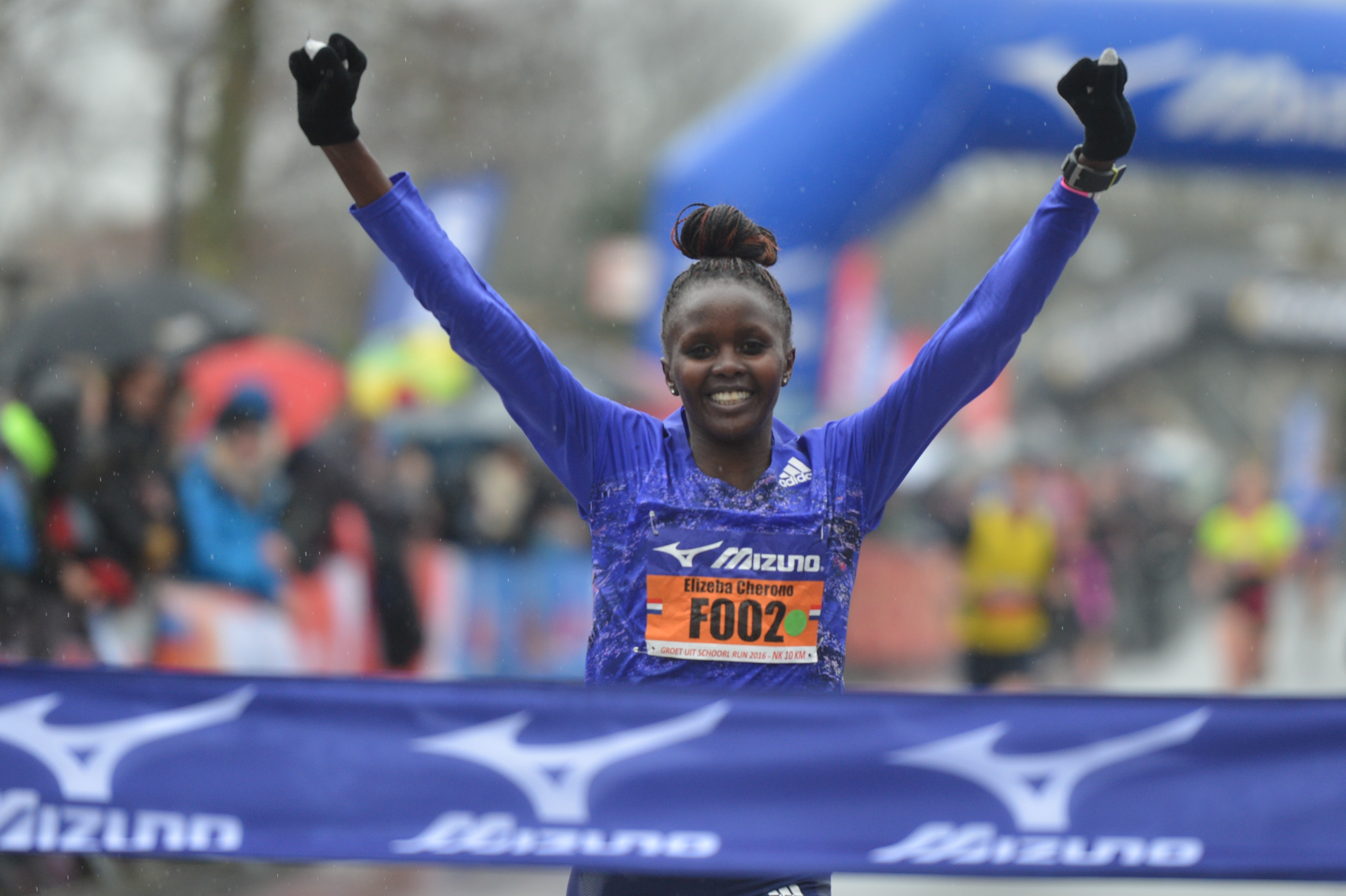
Elizeba Cherono – Rang 26

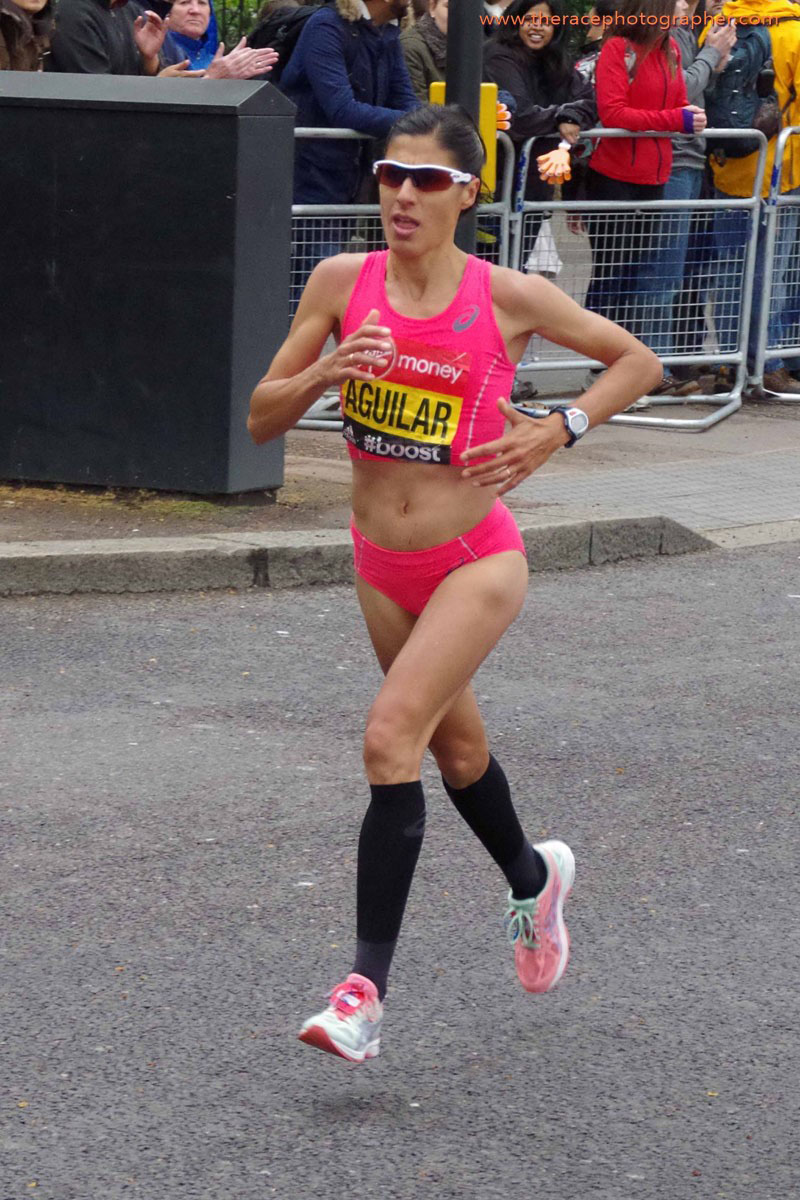
Alessandra Aguilar – Rang 27
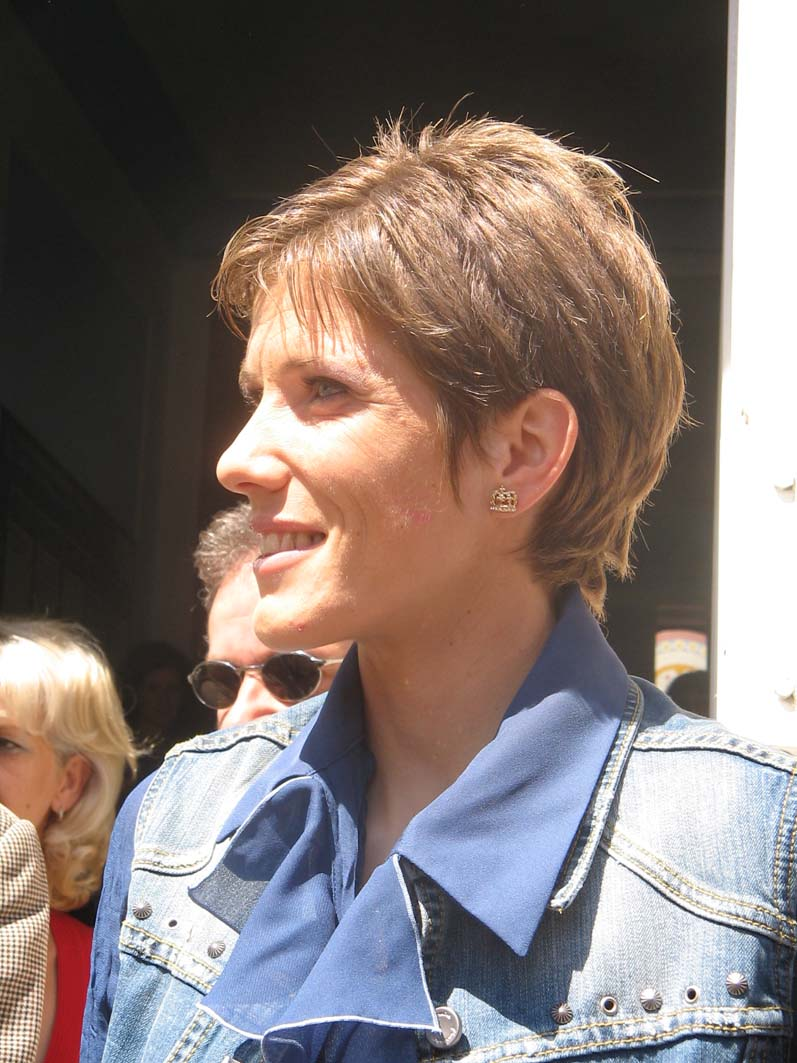
Olivera Jevtić – Rang 28
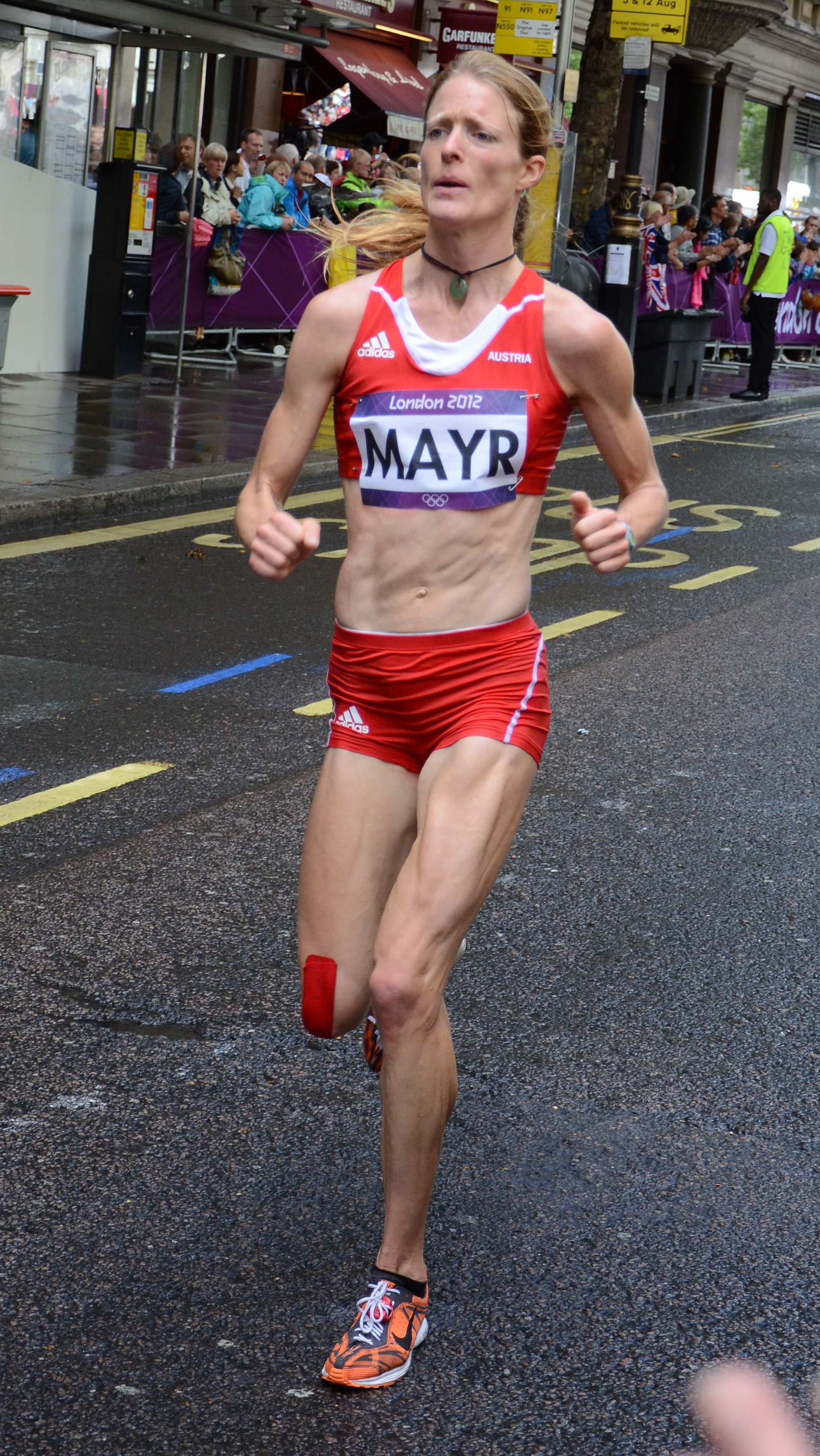
Andrea Mayr – Rang dreißig

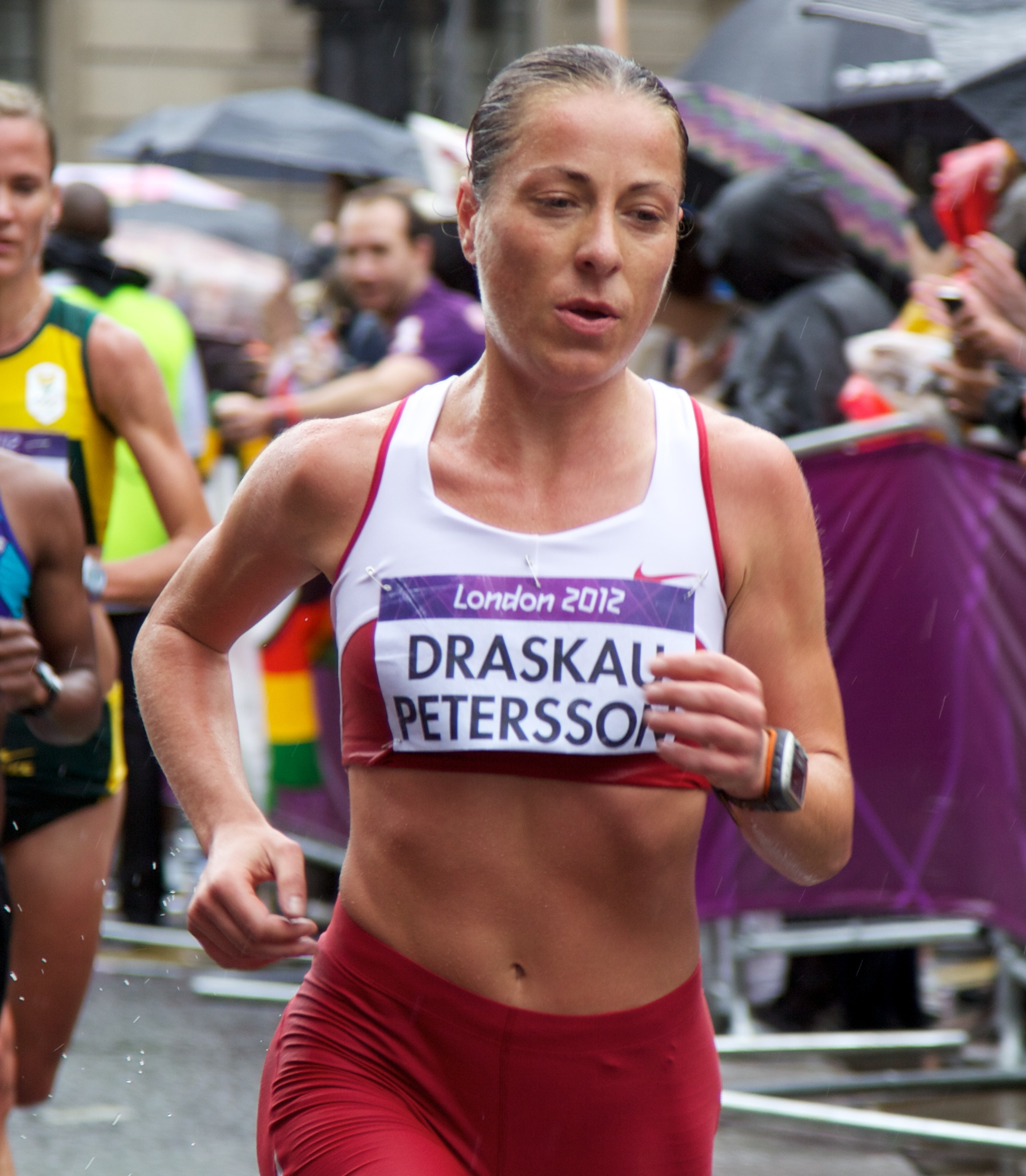
Jess Draskau-Petersson – Rang 31
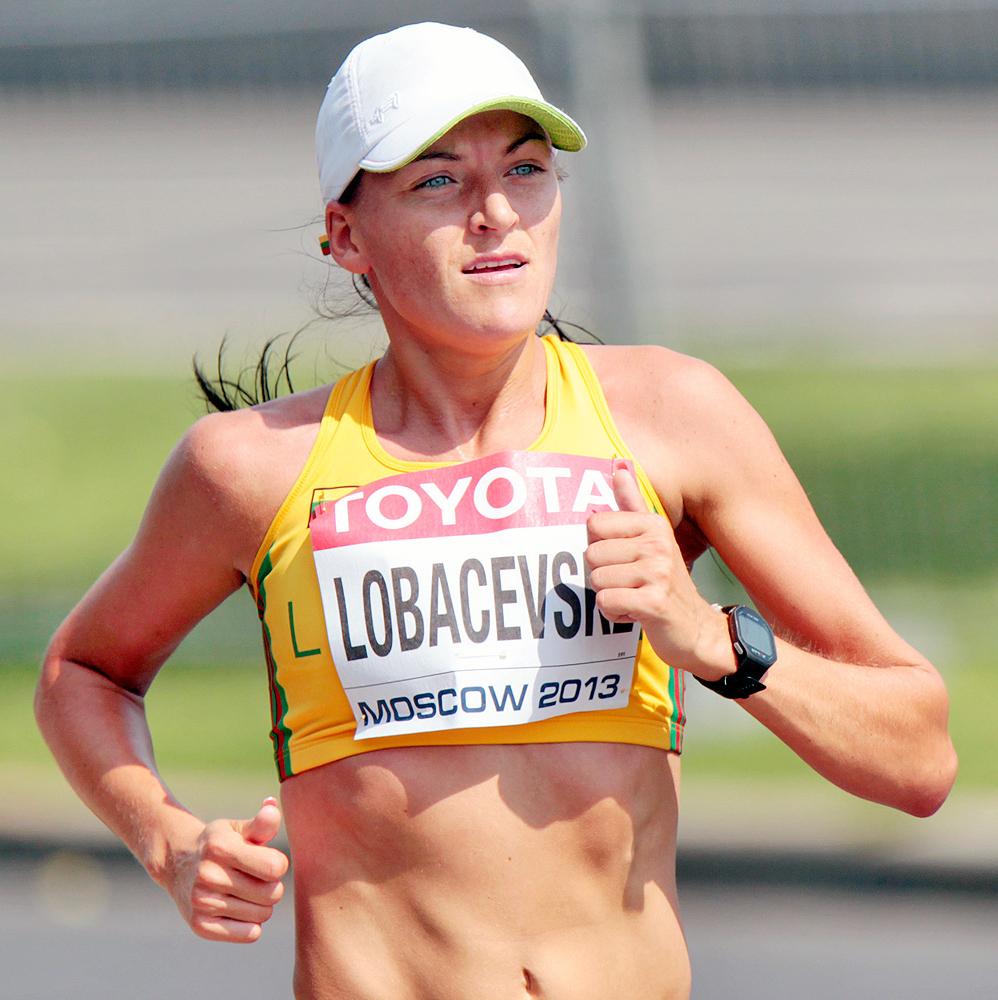
Diana Lobačevskė – Rang 33
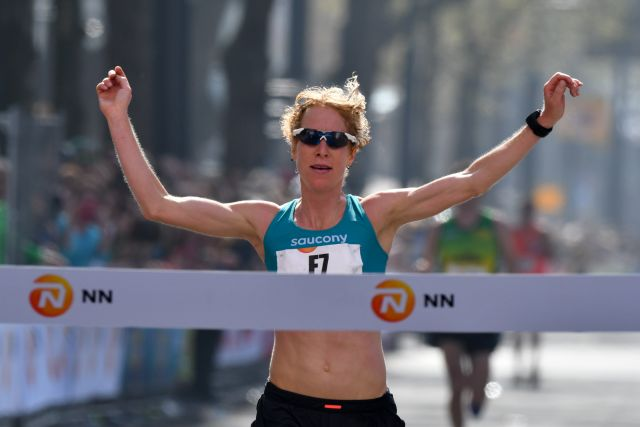
Ruth van der Meijden – Rang 34
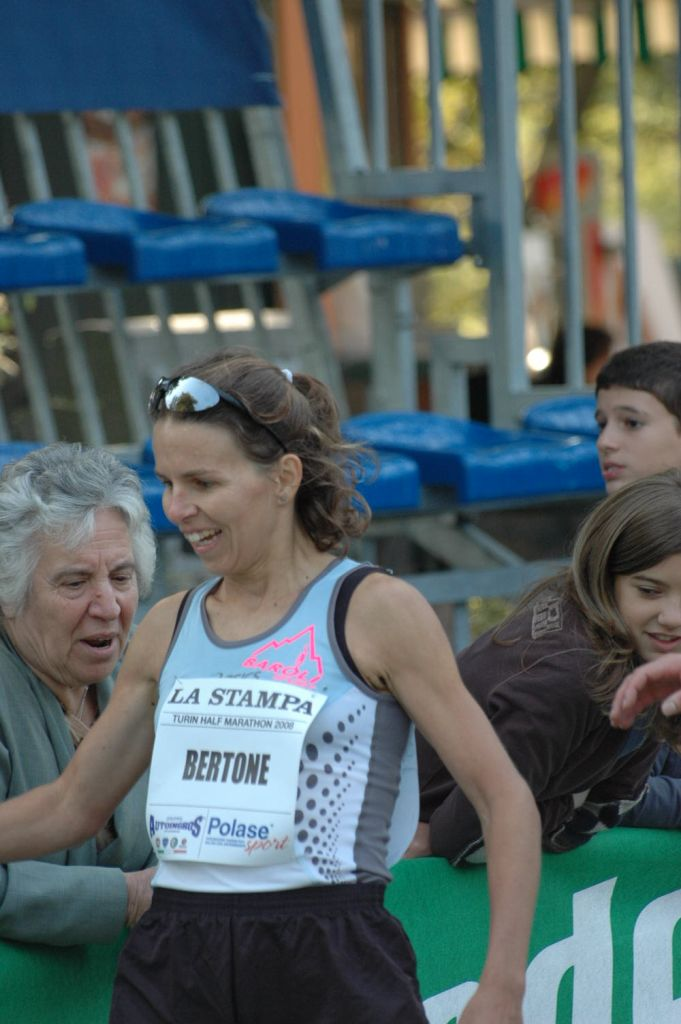
Catherine Bertone – Rang 36

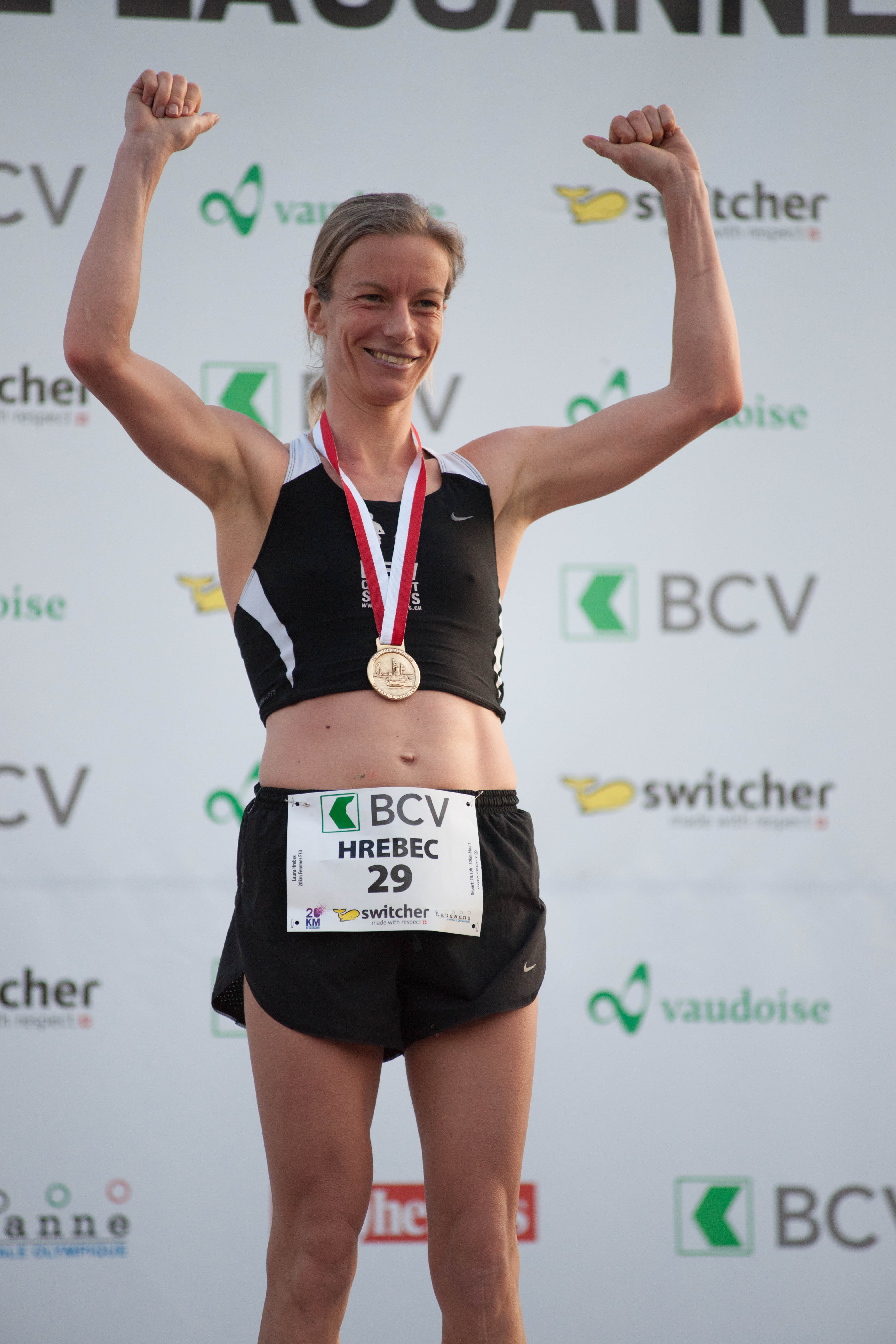
Laura Hrebec – Rang 39
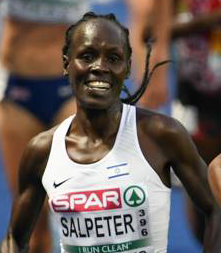
Lonah Chemtai Salpeter – Rang vierzig
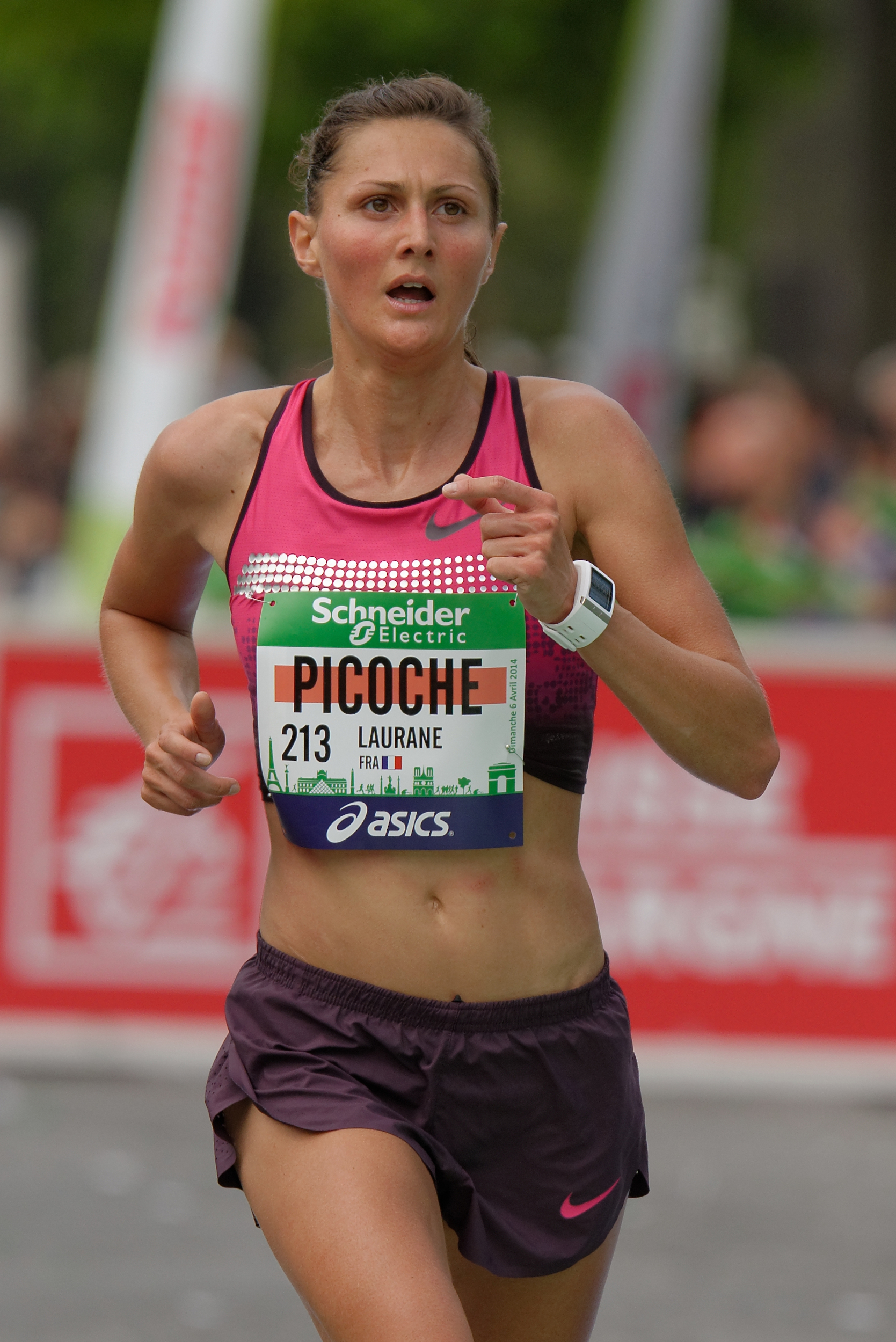
Laurane Picoche – Rang 41
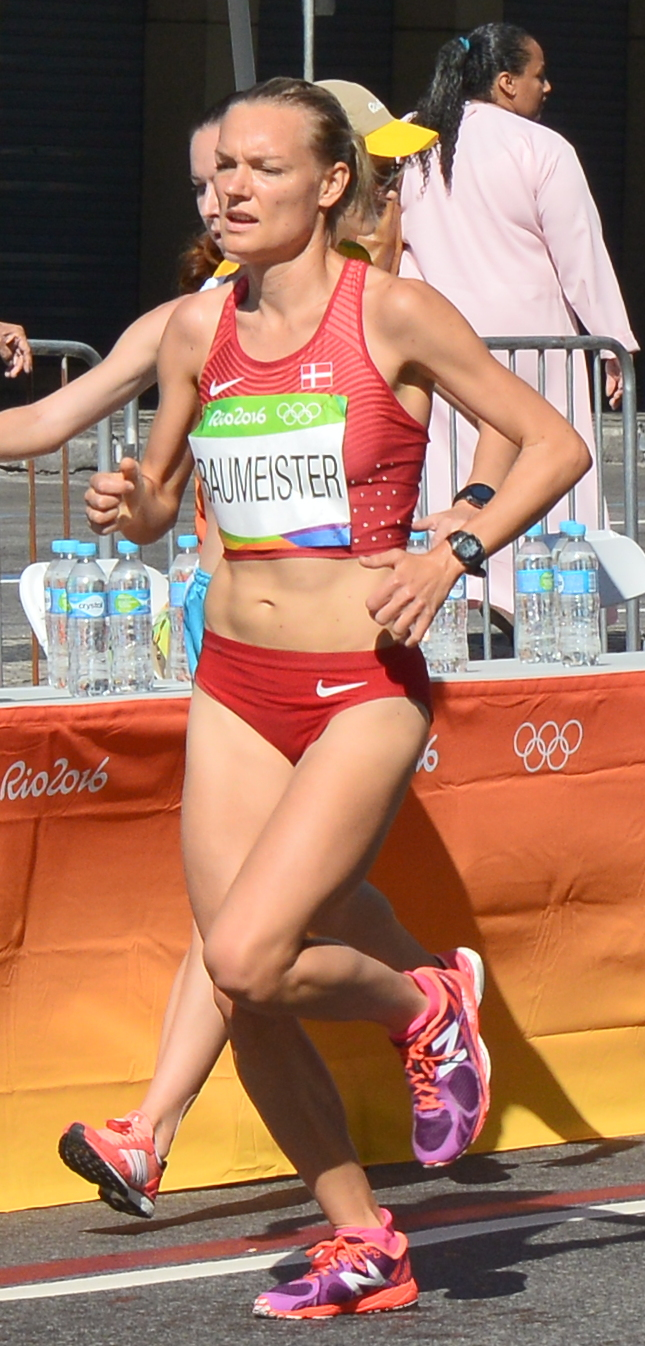
Anna Holm Baumeister – Rang 44

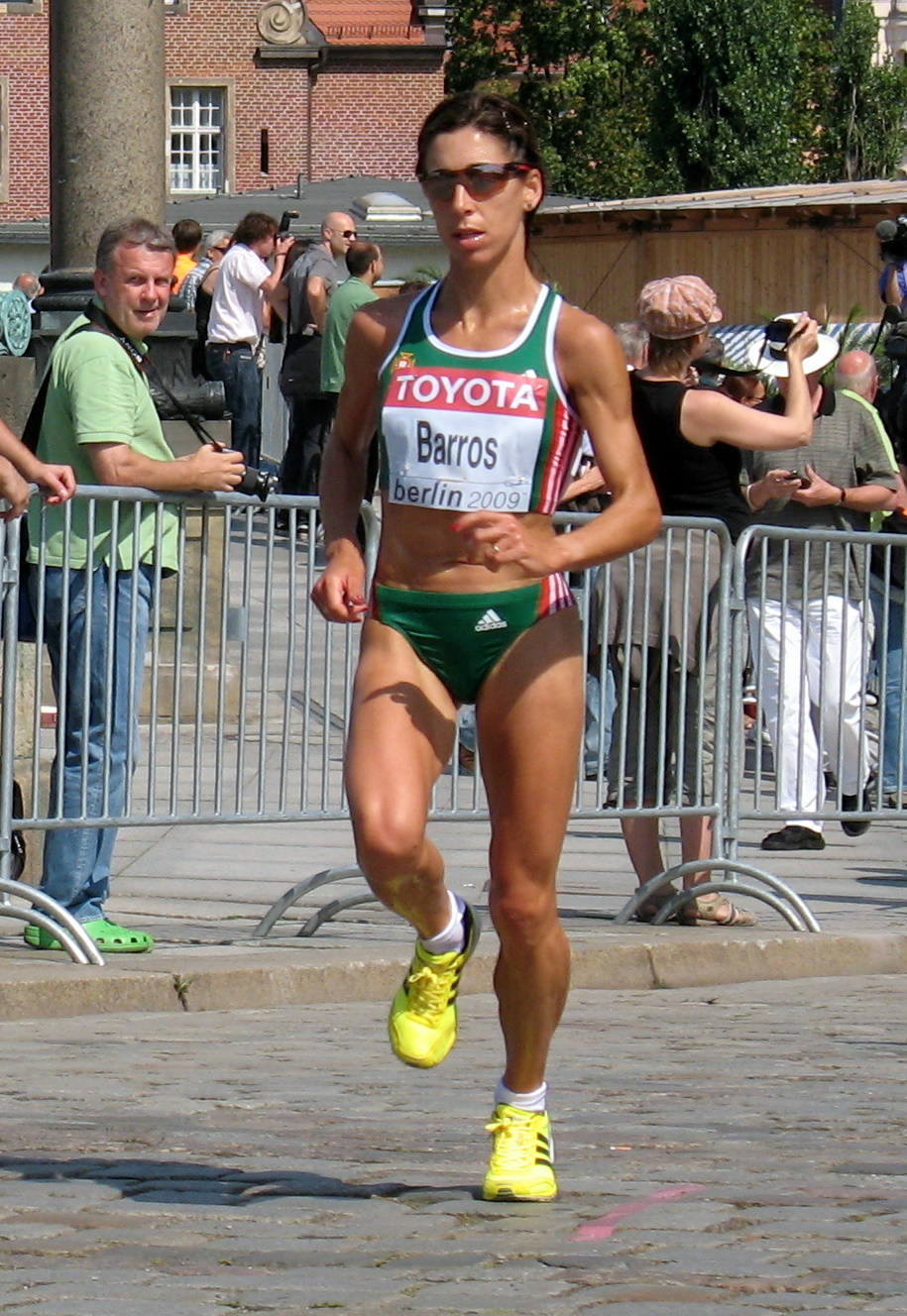
Marisa Barros – Rang 46
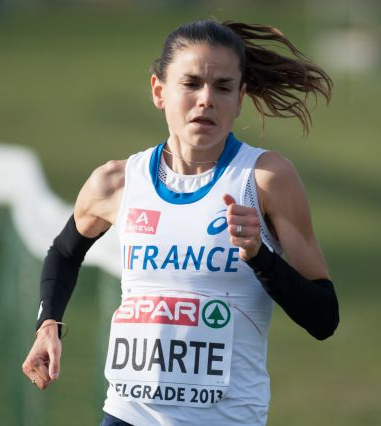
Sophie Duarte – Rang 47
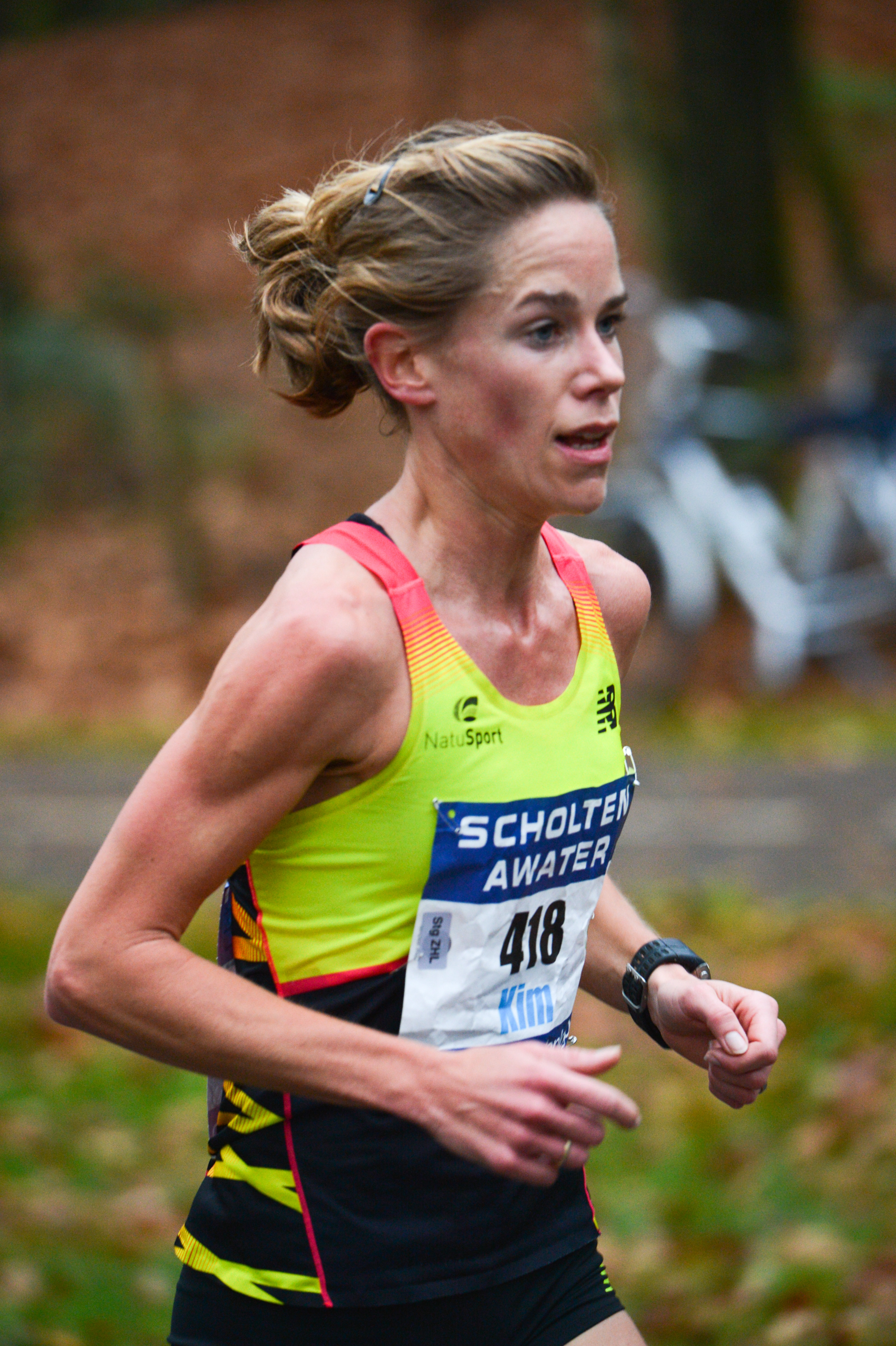
Kim Dillen – Rang 49

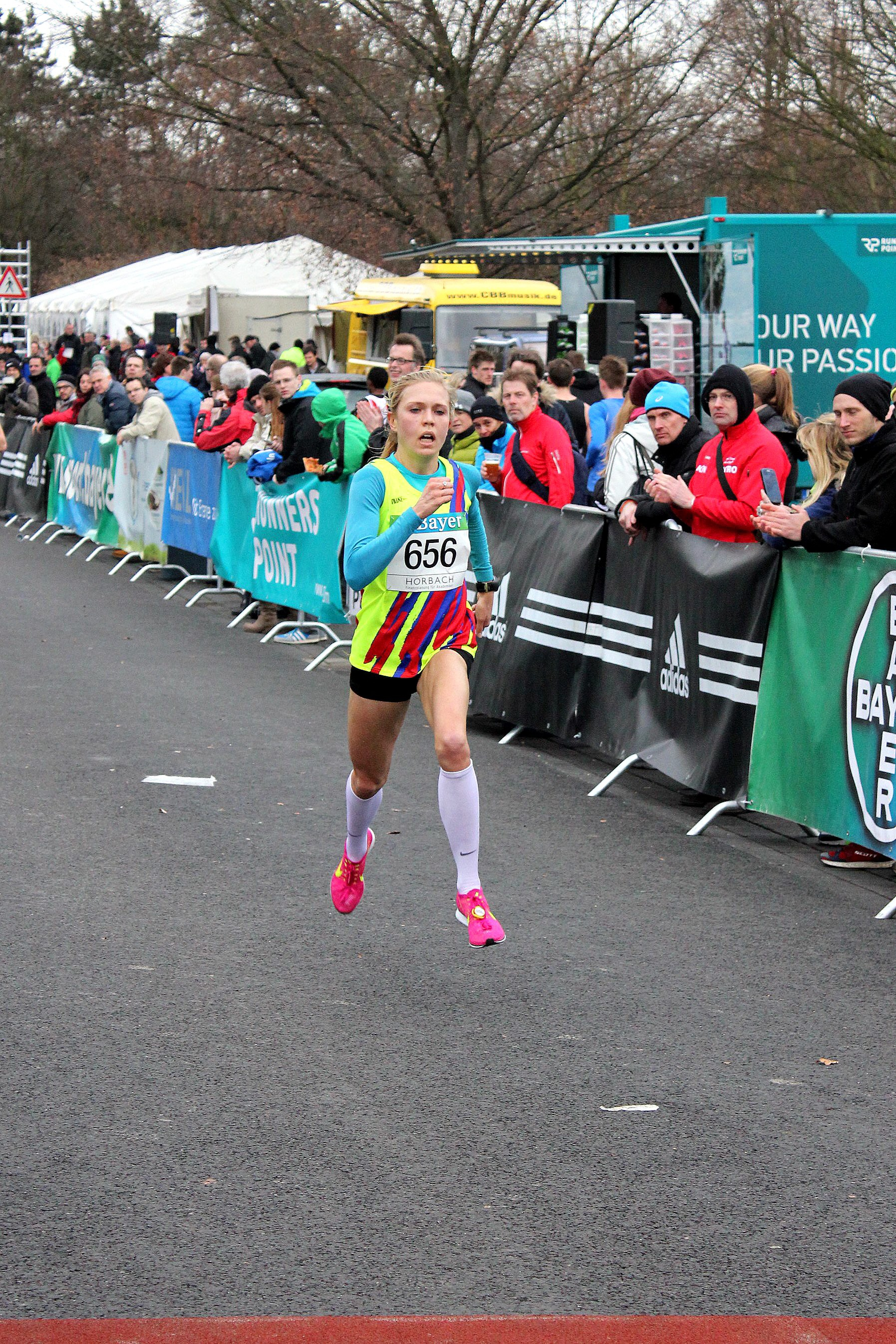
Isabell Teegen – Rang 51
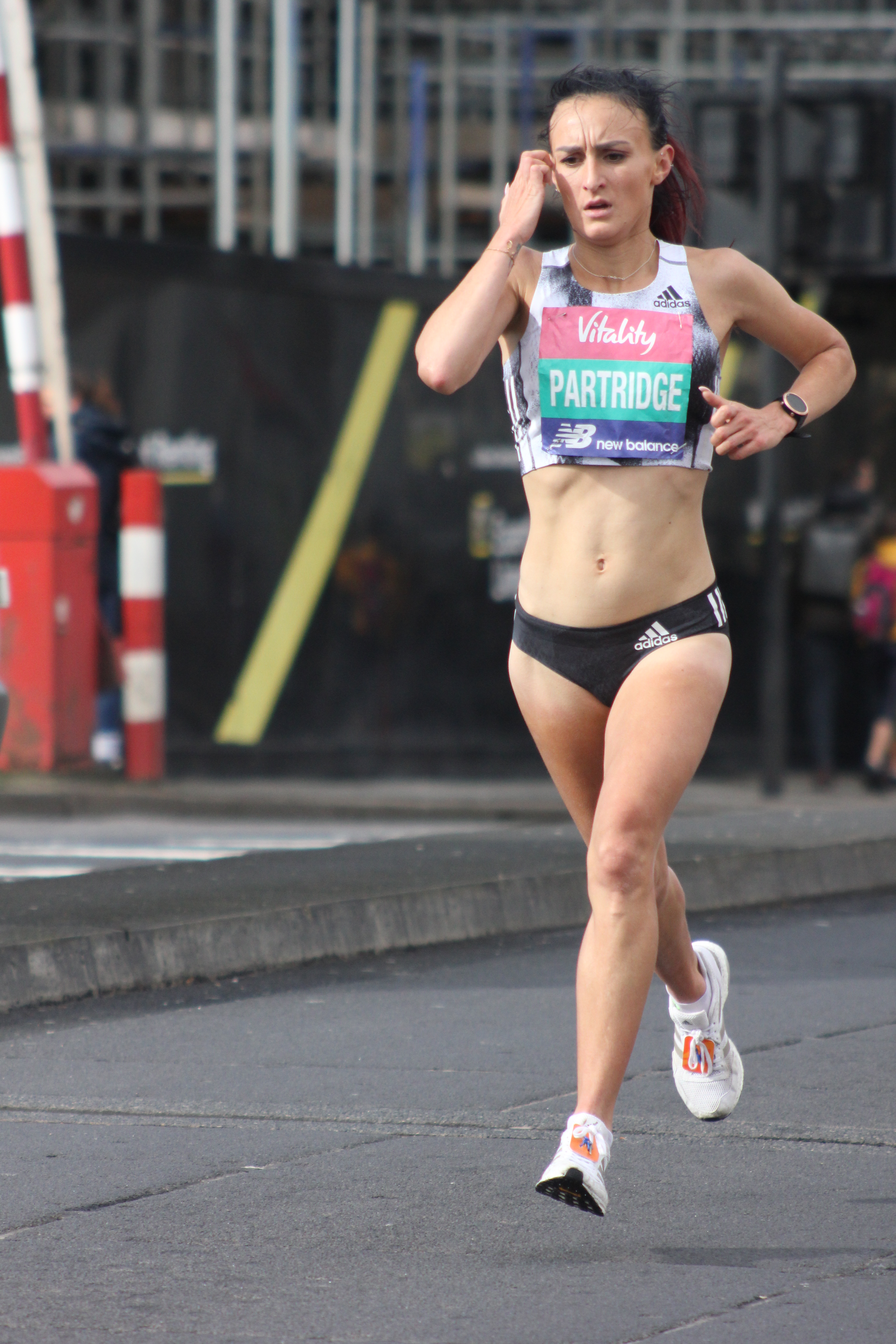
Lily Partridge – Rang 53
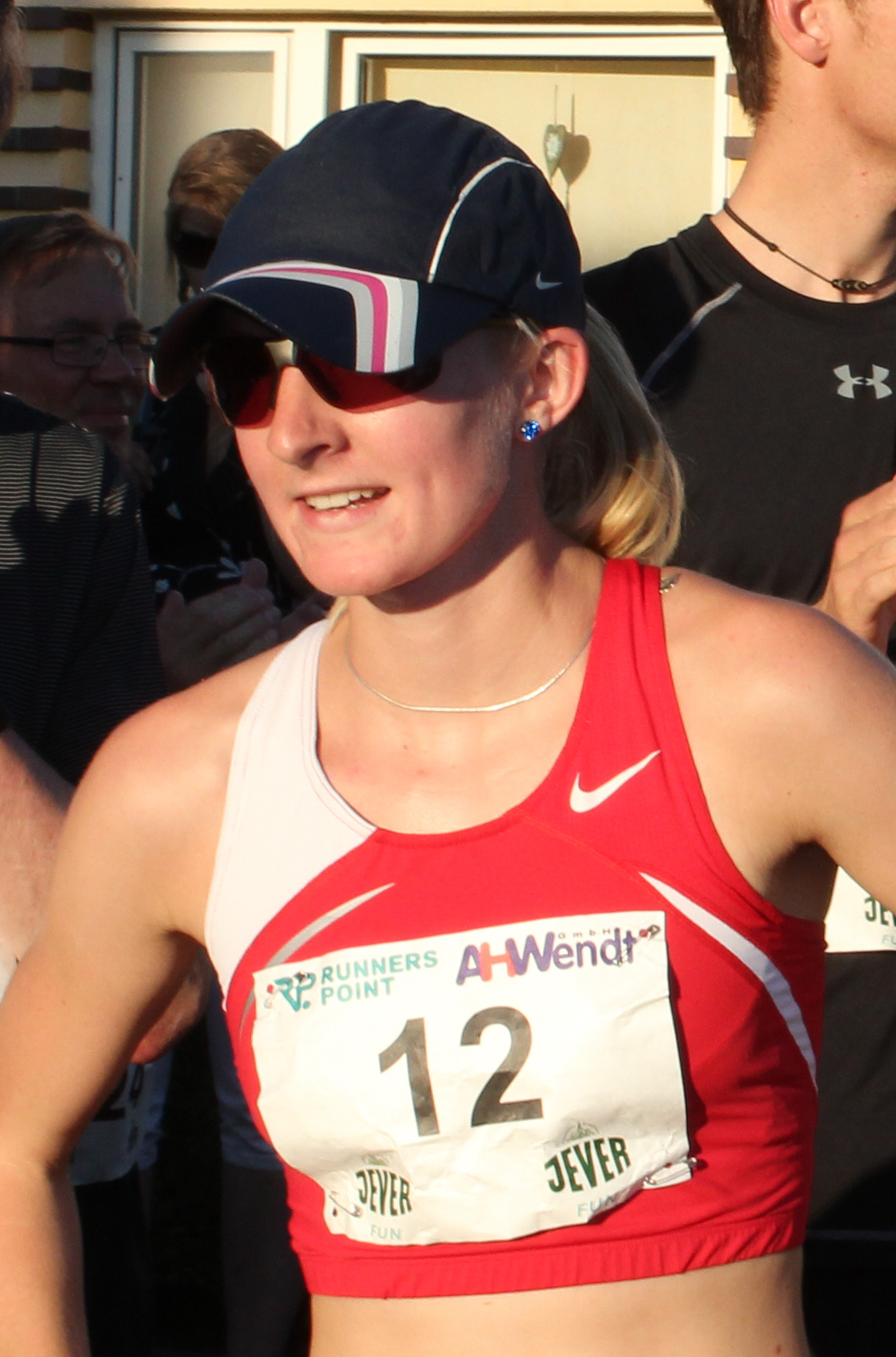
Katharina Heinig – Rang 55
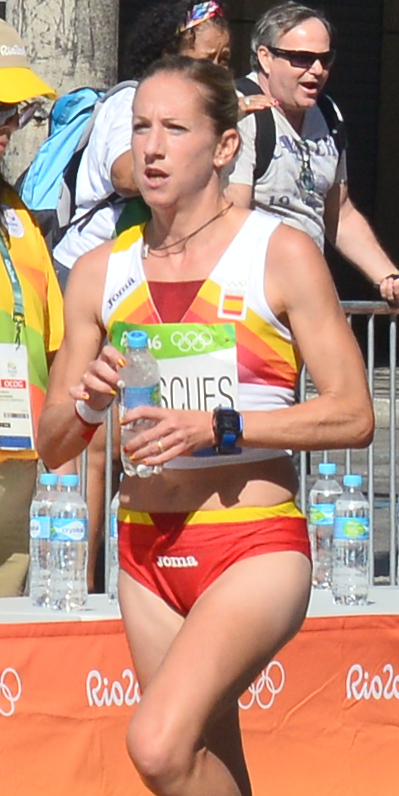
Estela Navascués – Rang 56

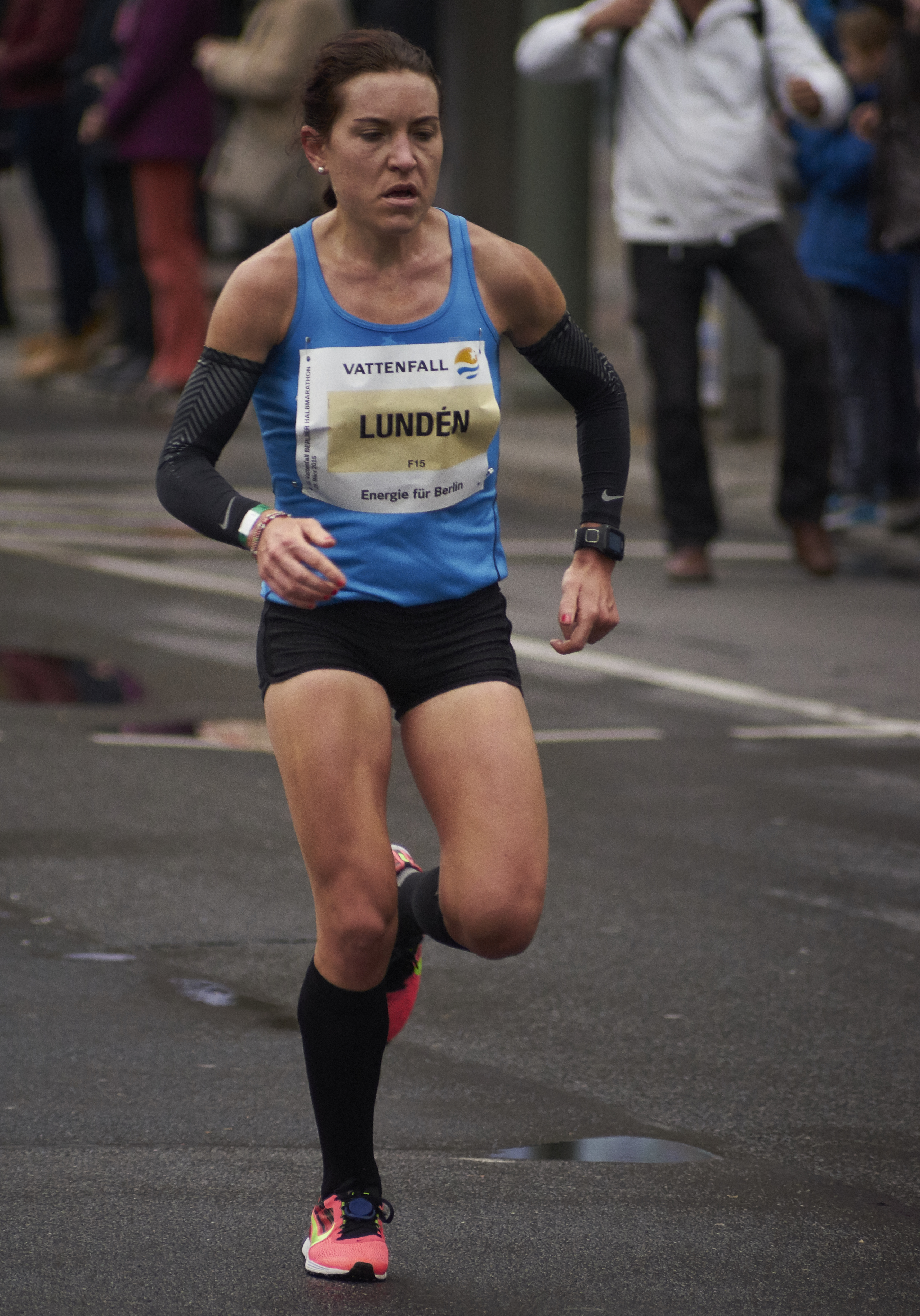
Frida Lundén – Rang 58
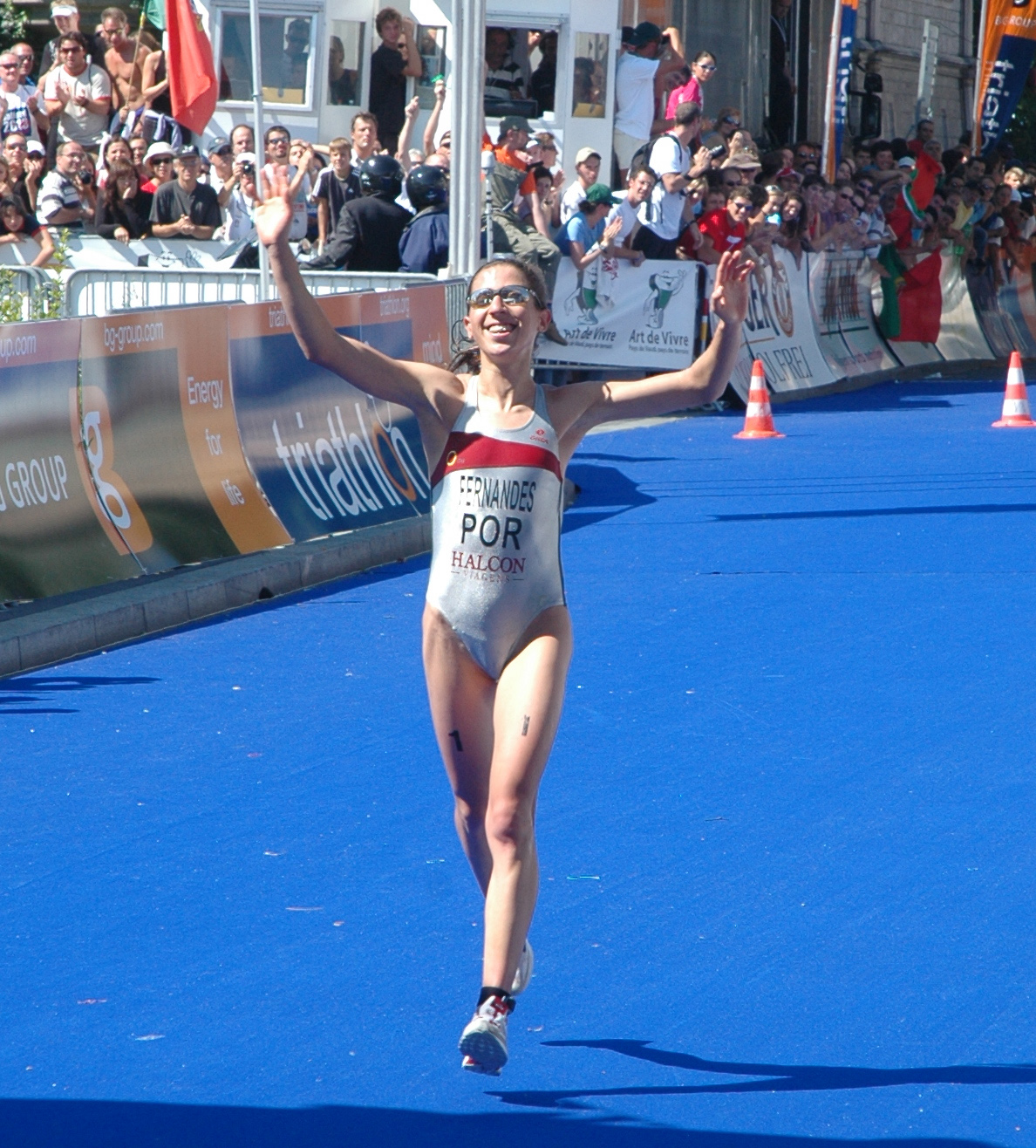
Vanessa Fernandes – Rang sechzig
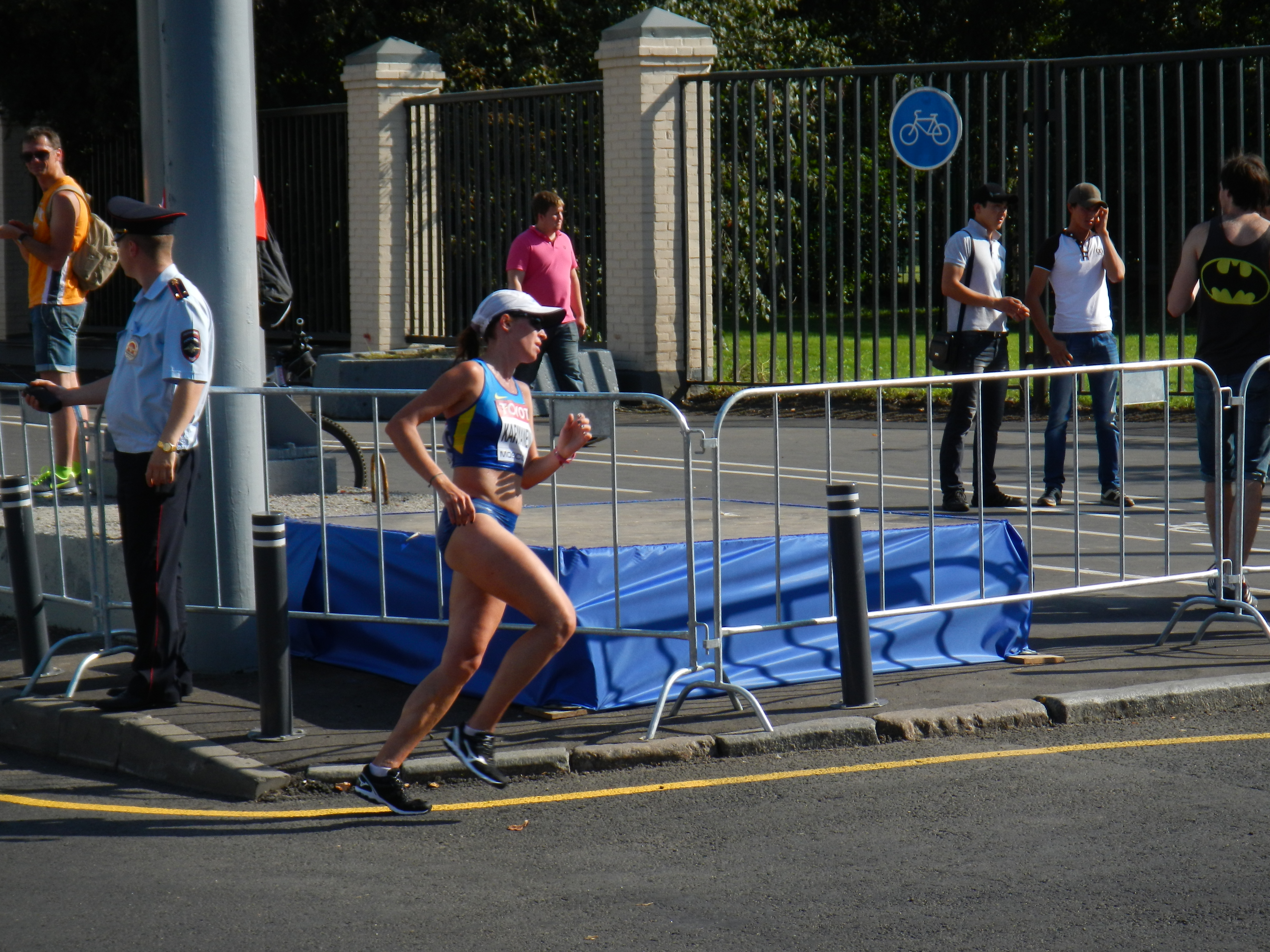
Kateryna Karmanenko – Rang 61
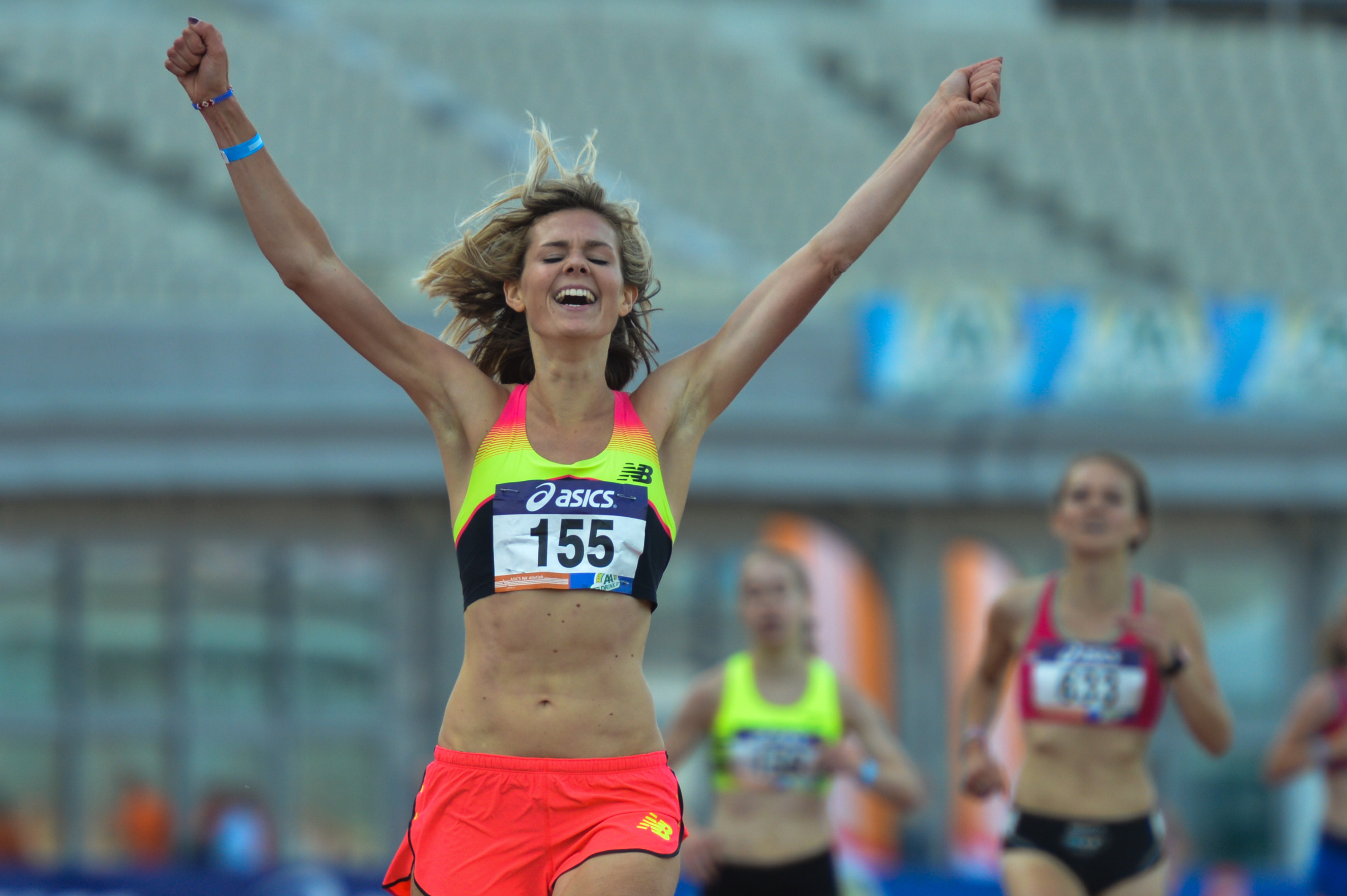
Jamie van Lieshout – Rang 62

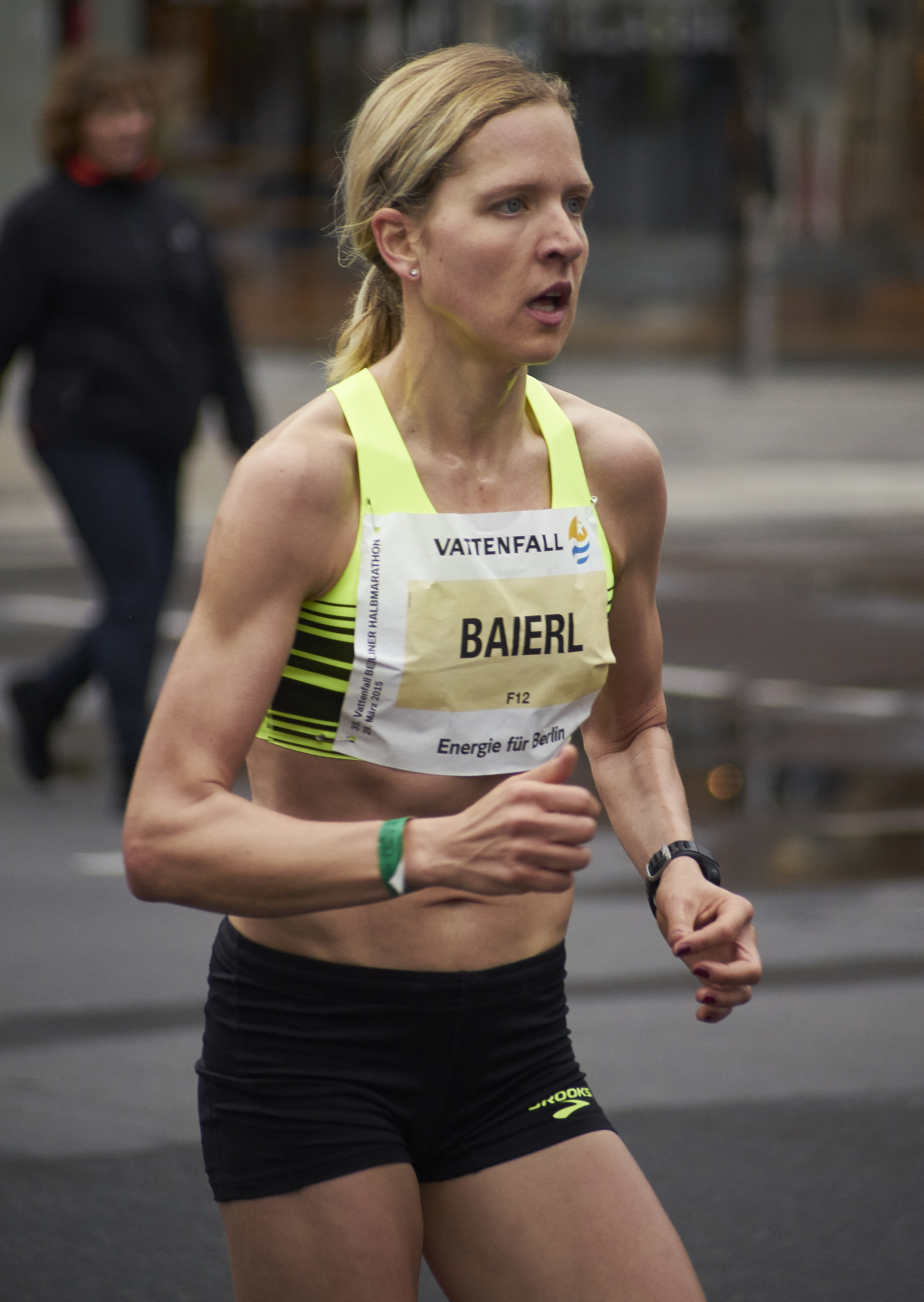
Anita Baierl – Rang 66
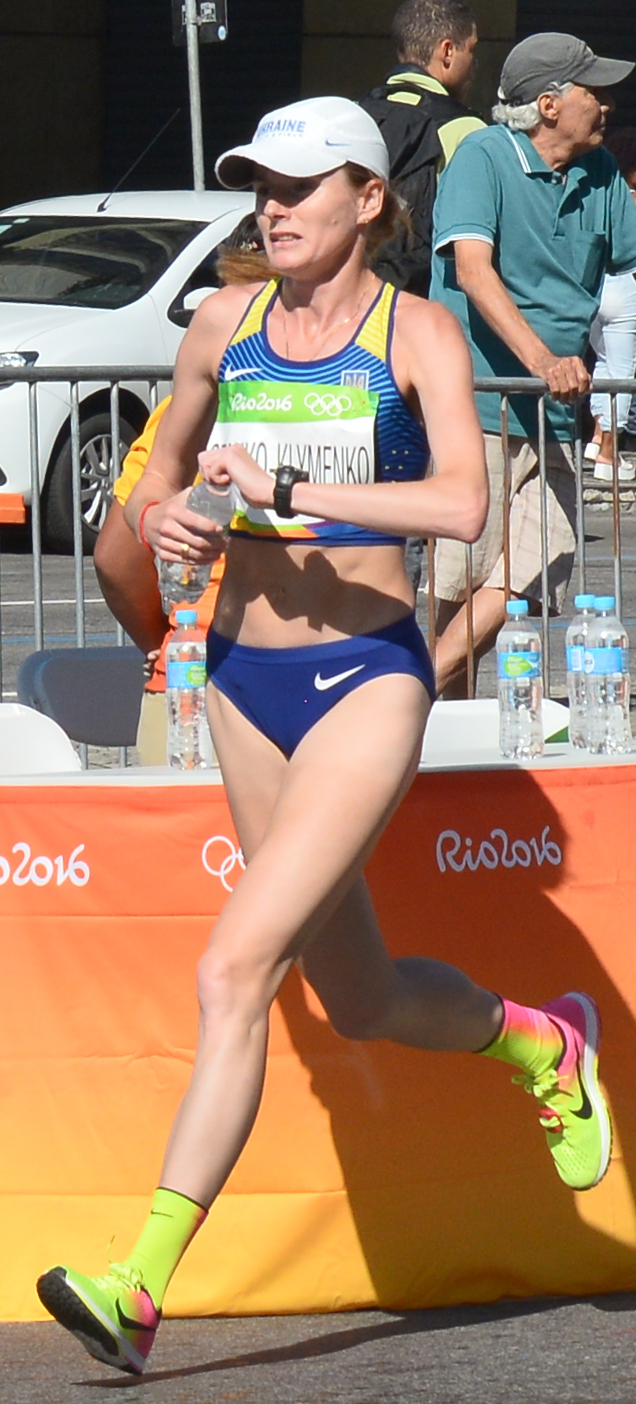
Svitlana Stanko-Klymenko – Rang 72
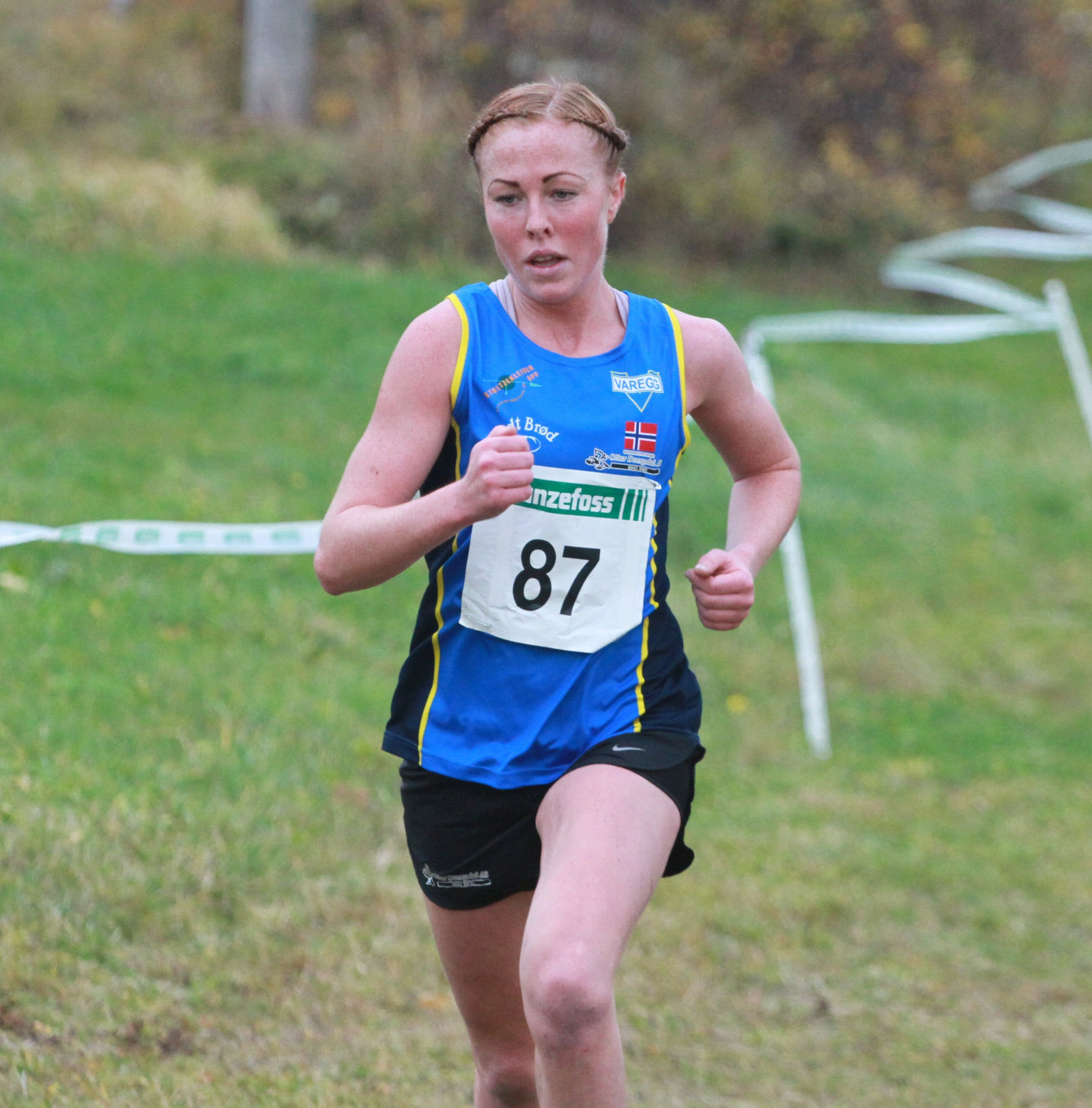
Eli Anne Dvergsdal – Rang 73

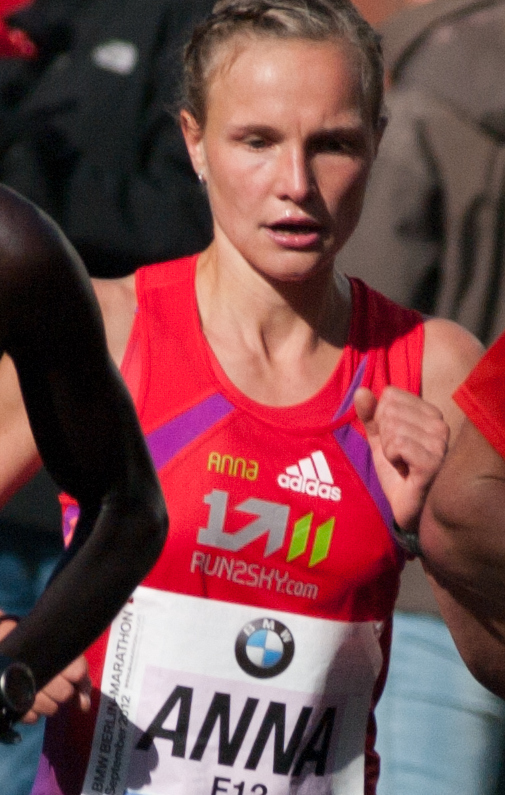
Anna Hahner – Rang 74
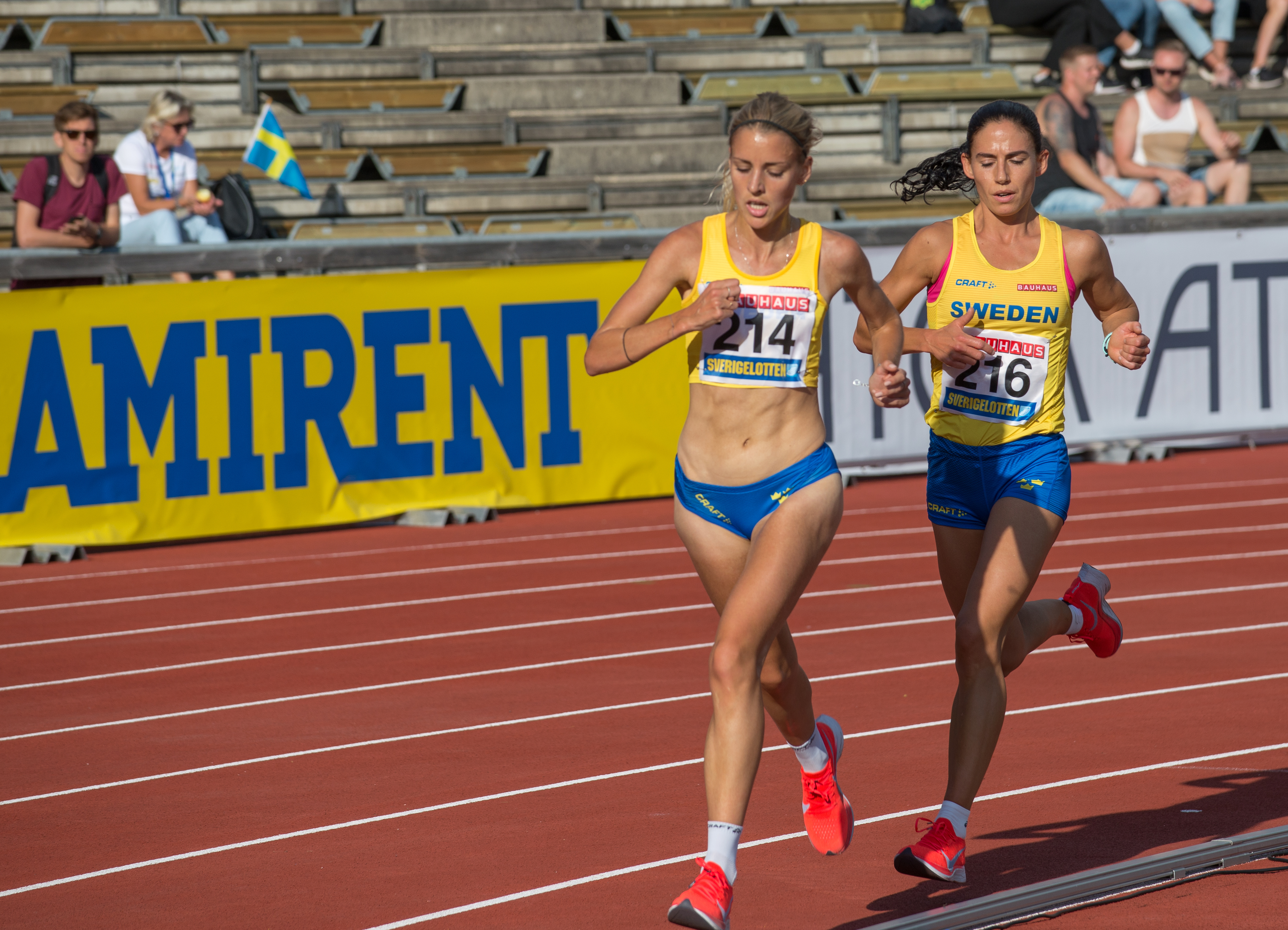
Cecilla Norrbom (links) – Rang 76
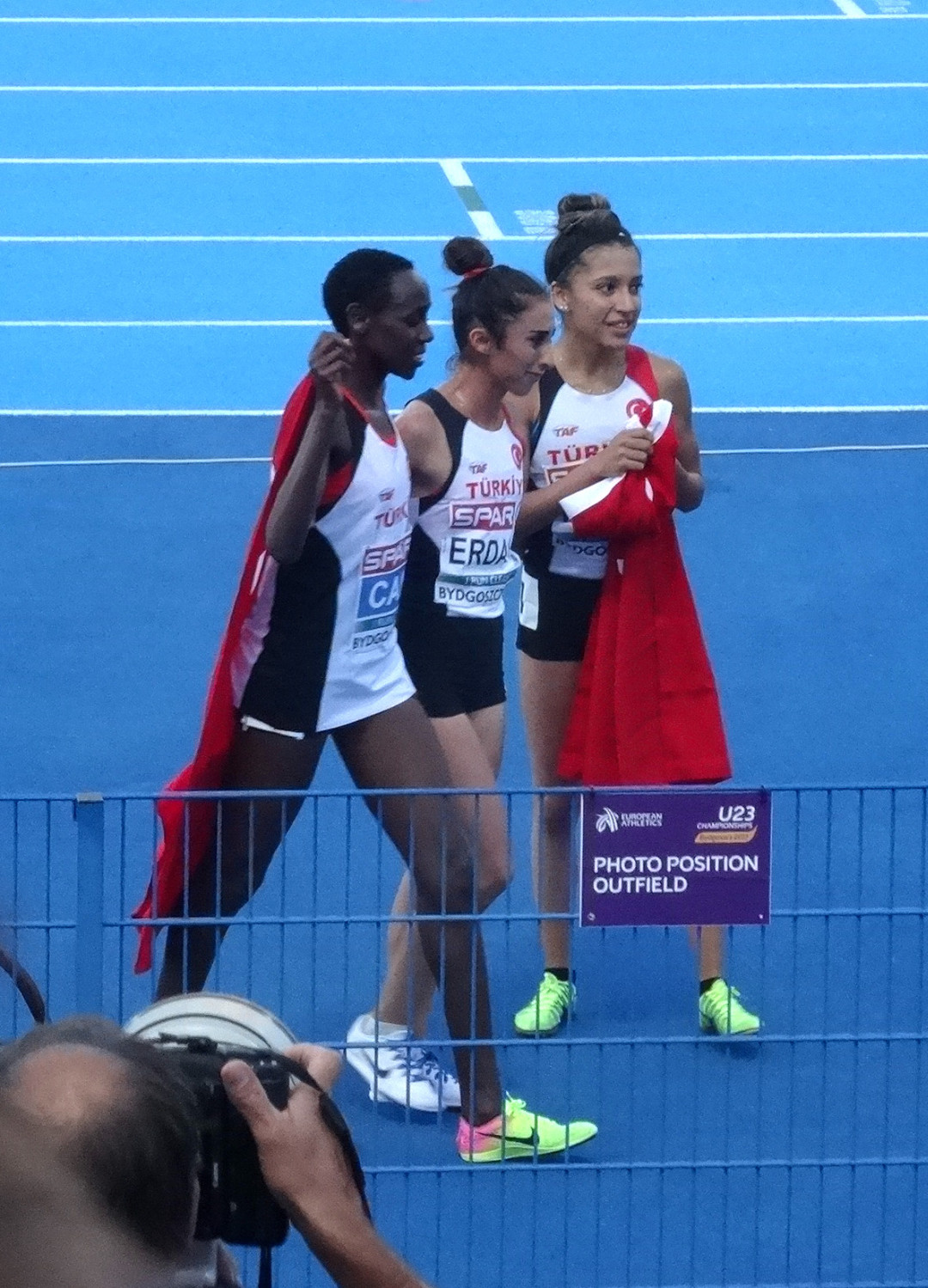
Tubay Erdal (Mitte) – Rang 77
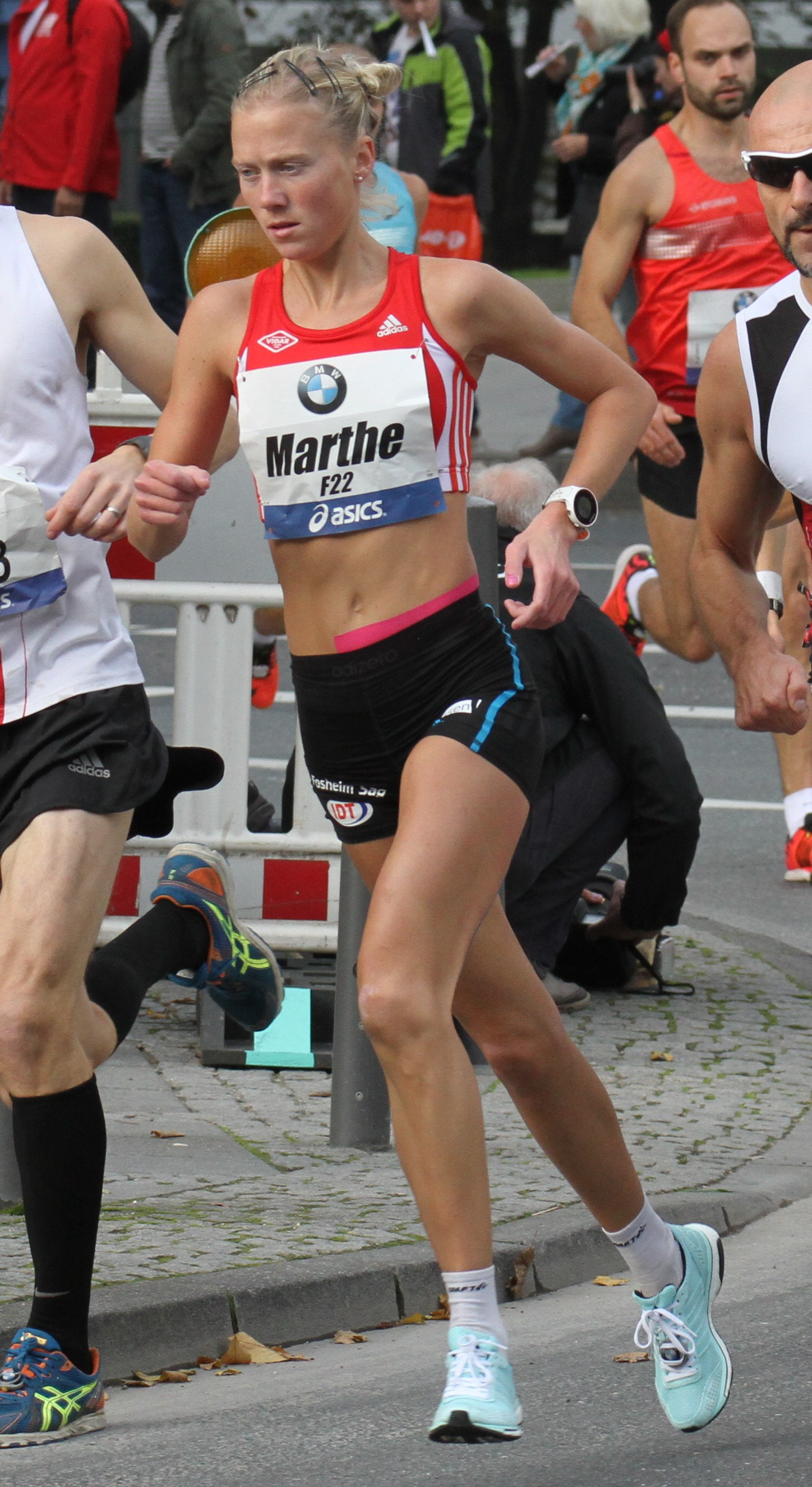
Marthe Katrine Myhre – Rang 78

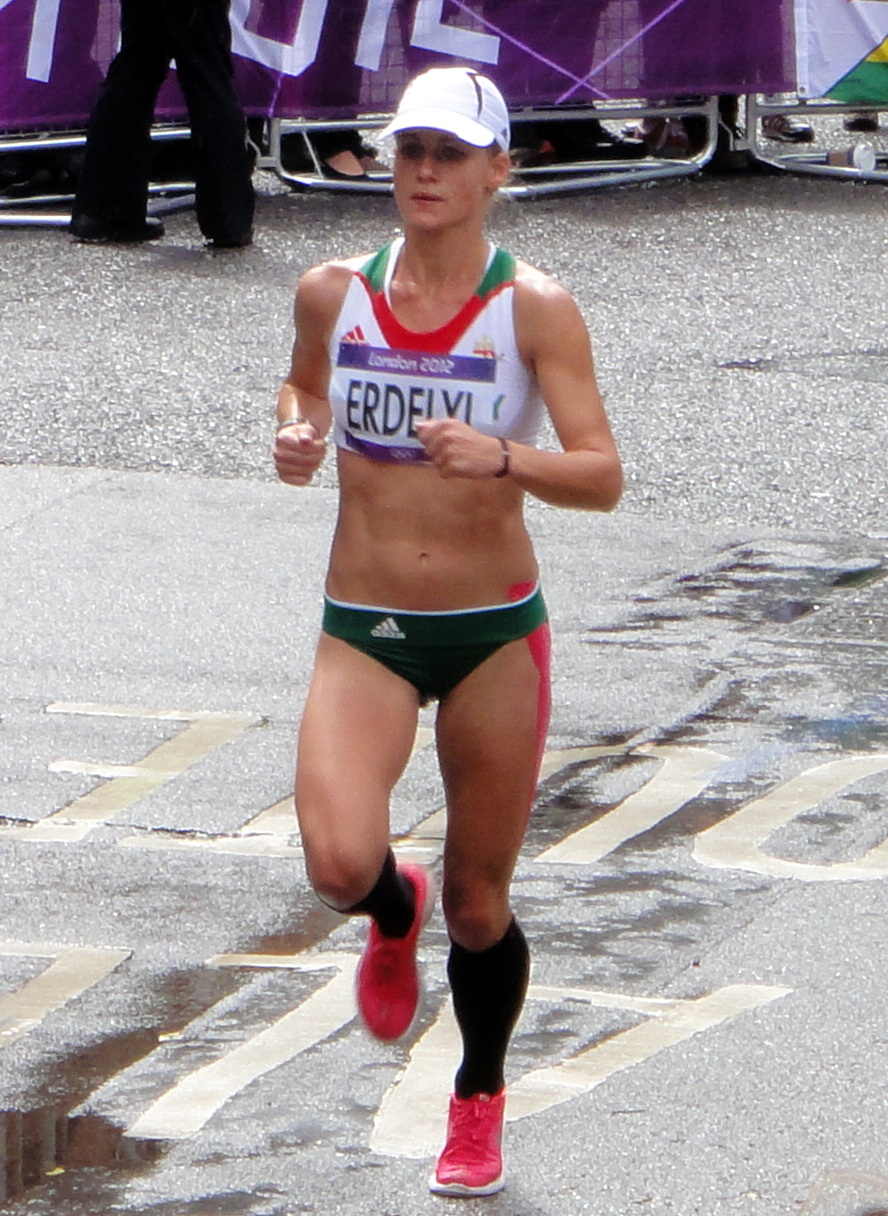
Zsófia Erdélyi – Rang 79
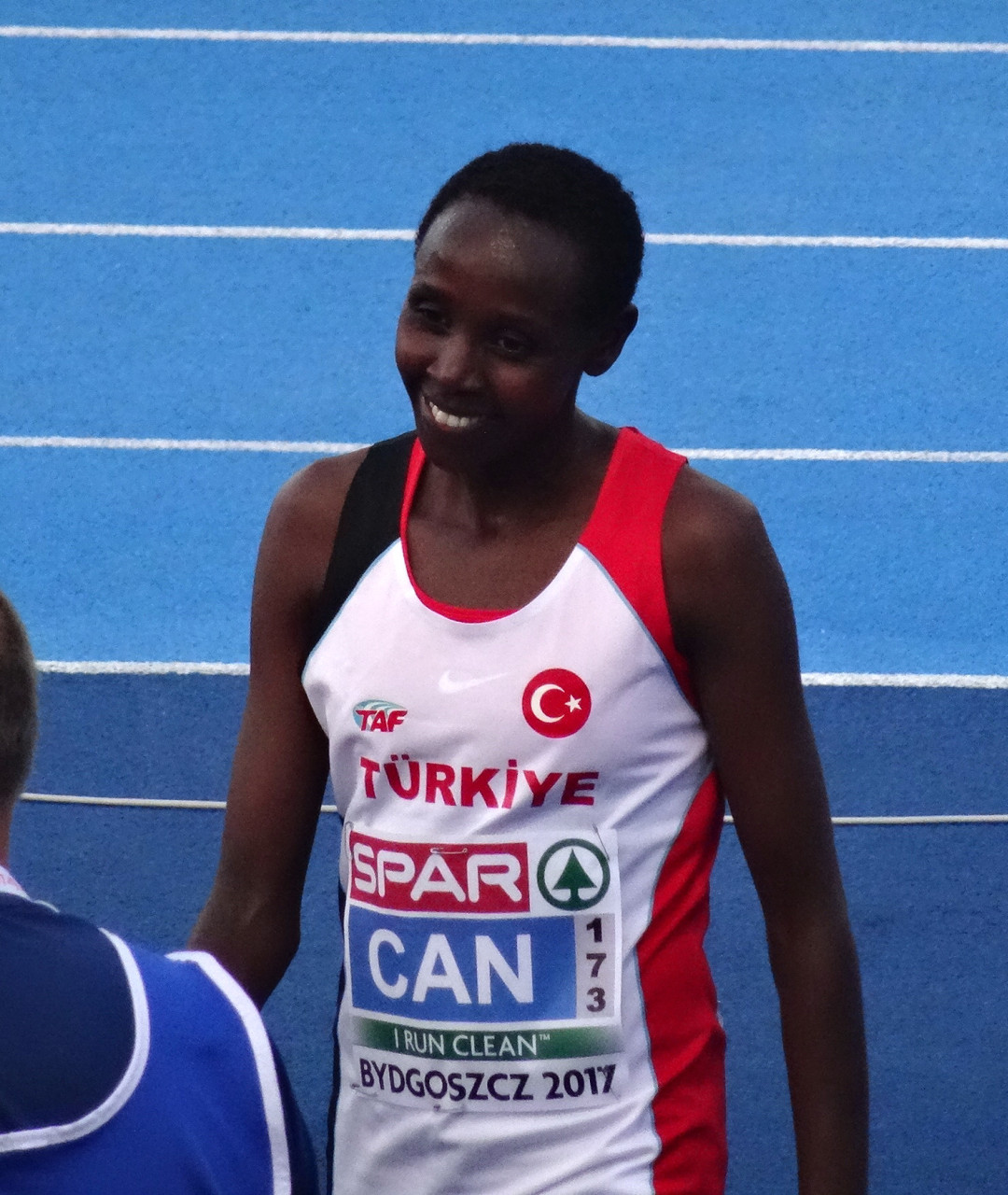
Yasemin Can – Rang 81
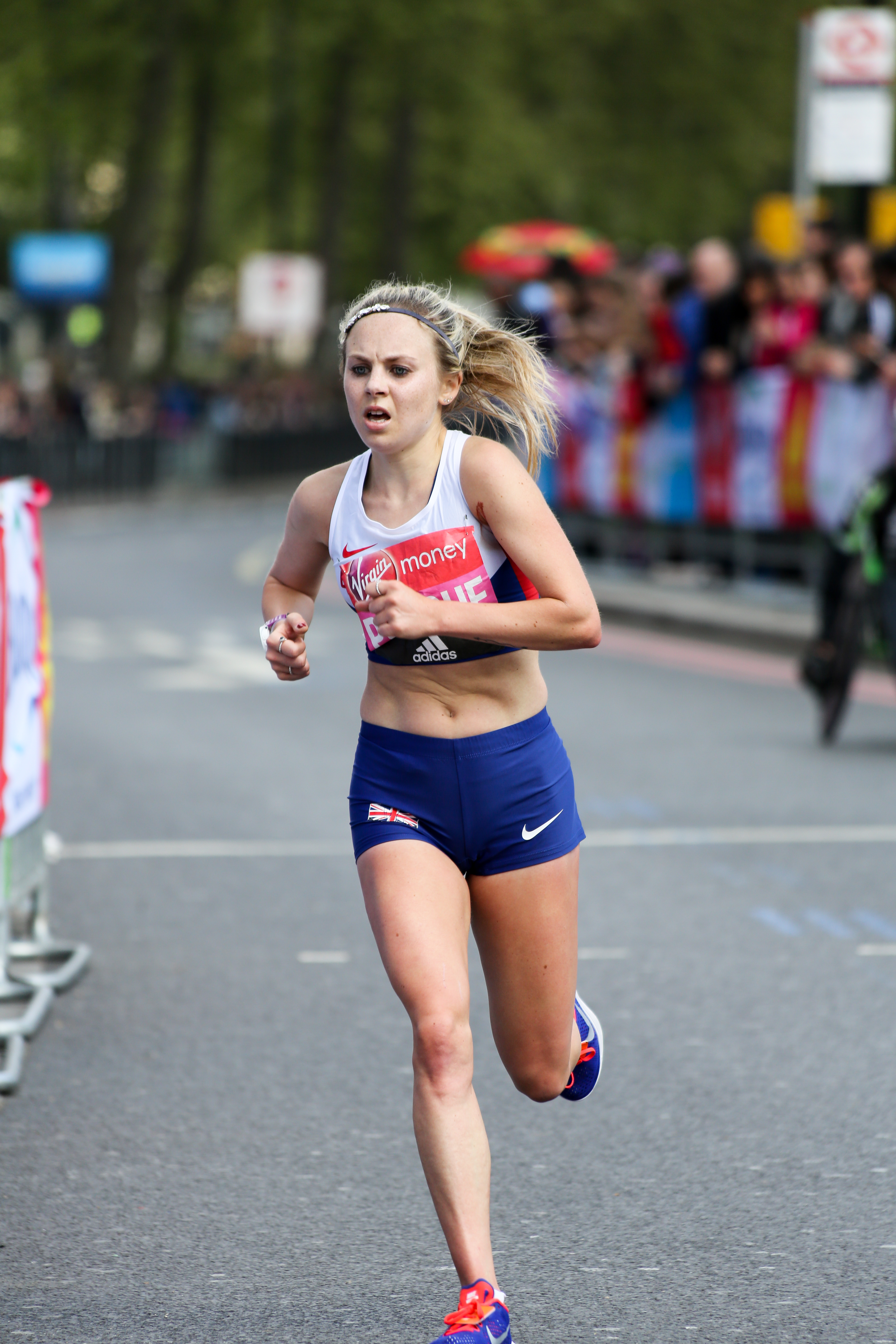
Charlotte Purdue – nicht im Ziel
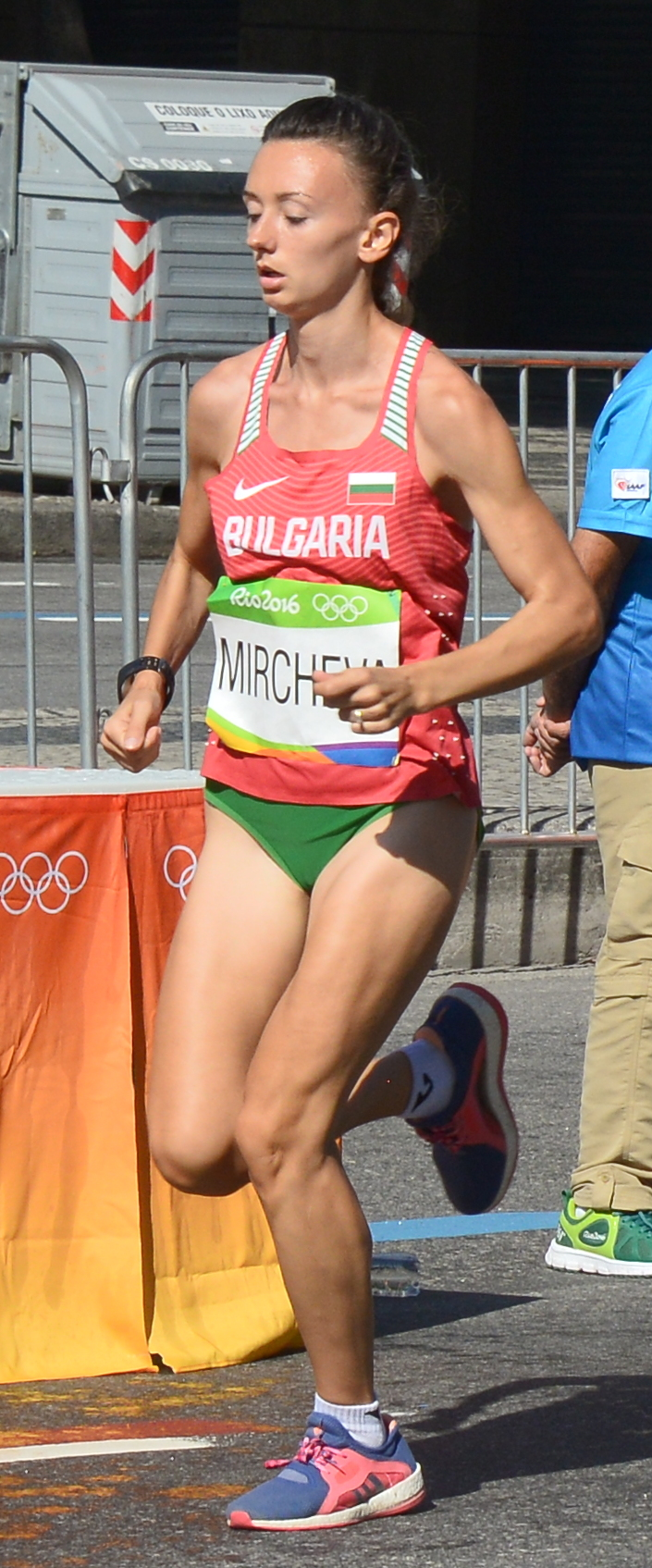
Miliza Mirtschewa – nicht im Ziel

## Videolink
- Half Marathon Women-European Athletics Championships Amsterdam 2016, youtube.com, abgerufen am 25. Februar 2020